# 哈利波特中的魔法物品
在《哈利波特》系列小說中，人們使用各式各樣的魔法物品。

## 咆哮信

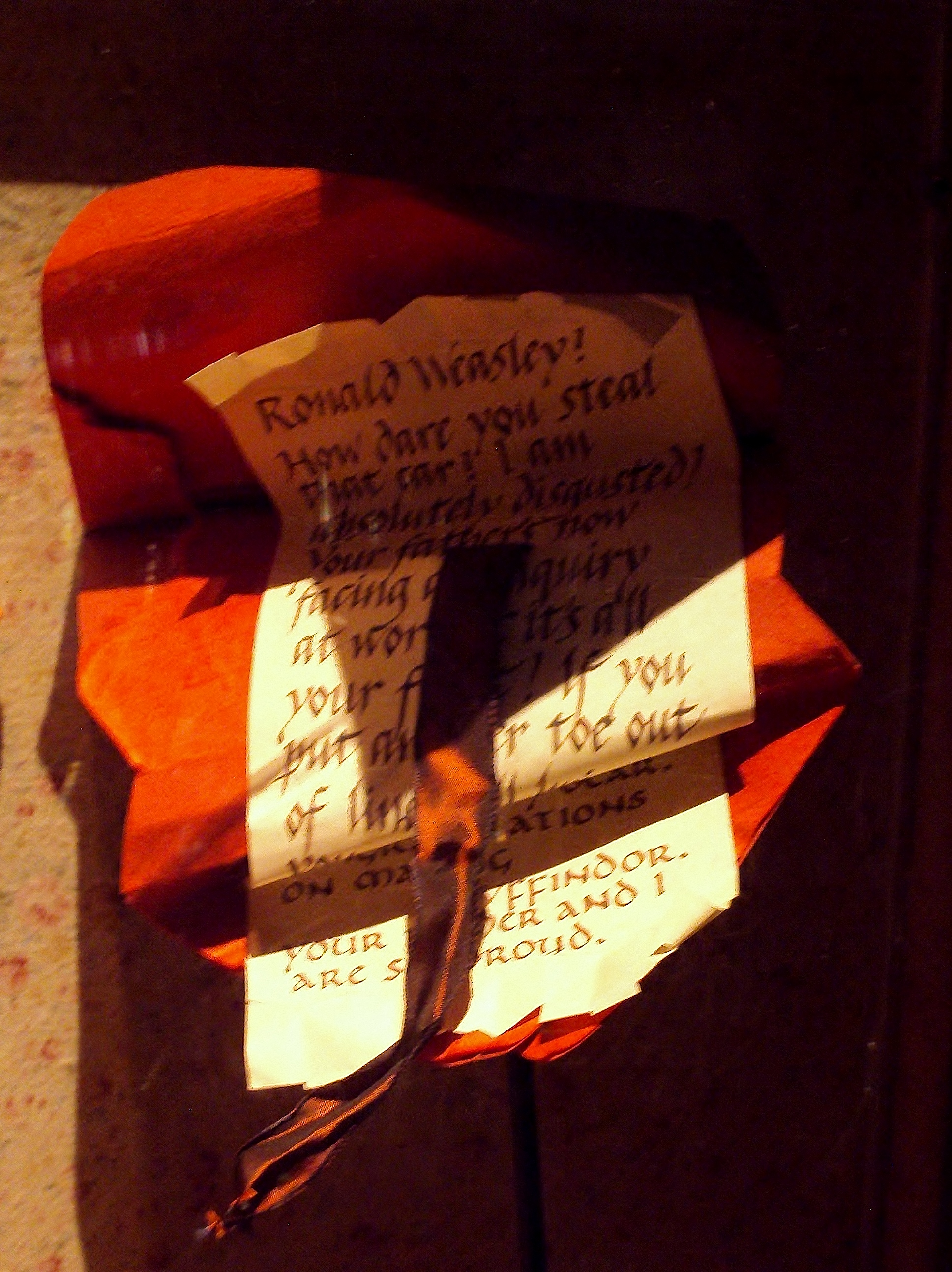
榮恩·衛斯理收到的咆哮信。

咆哮信（Howler）是一種猩紅色的信，通常用來把發信人的不快或憤怒直接傳達給收信人。當信件被打開的時候，信中的內容會對著收信人大吼，發信人的聲音會被魔法放大至震耳欲聾的音量並公開地讀出，以表達發信人極度憤怒的訊息。當咆哮信把訊息內容吼叫完畢後，它就會把自己撕碎，最後透過燃燒自動毀滅。若咆哮信沒有或延遲被打開，它就會吼叫得更大聲及猛烈地爆炸，並且會比正常情況更大的聲量把訊息叫喊出來。
在電影版本中，咆哮信會以摺紙的方式把嘴唇和牙齒折疊出來，然後大聲地讀出訊息，最後就會自動撕成碎片再燒成灰燼。

## 熄燈器

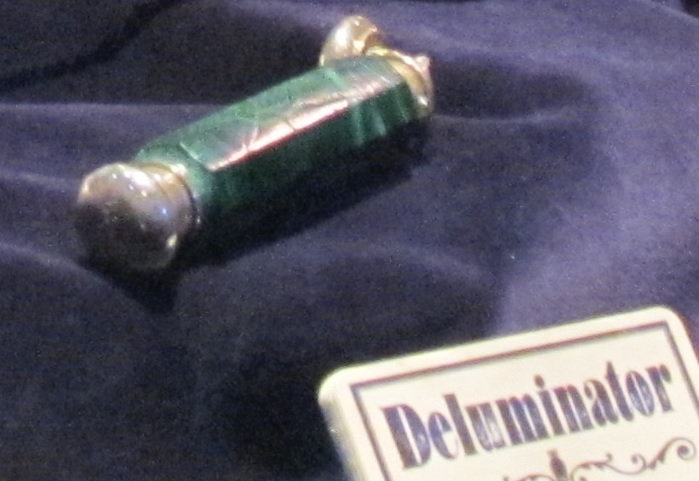
熄灯器

熄燈器（Deluminator）是阿不思·鄧不利多發明的魔法裝置，外型類似打火機，用於熄去或收集（還可以回復）來自附近街道上任何光源的光，為使用者提供掩護，以防麻瓜看見他們。

## 死神的聖物

### 隱形斗篷
隱形斗篷（Cloak of Invisibility / Invisibility Cloaks）跟已知的其他件隱形斗篷不同，能夠完全保護穿著者、遮擋他人視線，並且不會因時間或法術磨損；隨著時間推移，其他隱形斗篷將會失去隱藏穿著者的能力或變得破舊，但作為聖物的隱形斗篷永不褪色或損壞。

### 重生石
重生石（Resurrection Stone）可以引出過往親友靈魂的石頭，曾為剛特家族持有並鑲嵌在象徵家族的戒指上，被魔佛羅·剛特珍惜著並傳給兒子魔份·剛特，佛地魔從舅舅魔份手中「取得」戒指後將其變成了分靈體並施加詛咒，藏在已毀的剛特小屋裡面。

### 接骨木魔杖
接骨木魔杖（Elder Wand）又名死神魔杖（The Deathstick）或命運之杖（Wand of Destiny），是三件死神聖物中流傳最廣、相關消息也最多的一件，許多魔法界知名決鬥中的魔杖都是它，甚至連不知道死神聖物的人士都曾聽聞過這支魔杖，贊諾·羅古德甚至用「接骨木魔杖的血腥記憶貫穿了整部巫師歷史」來形容。

## 穆敵的魔眼
阿拉特·穆敵當年在第一次巫師世界大戰期間與食死人戰鬥時失去了他的左眼，於是他在空眼窩處利用施了魔法的玻璃眼球取而代之，此後他就得到「瘋眼穆敵（"Mad-Eye" Moody）」的綽號。這枚魔眼上面有許多神奇的結界，賦予它有著看穿牆壁和其他固體物件的能力，尤其是隱形斗篷。該魔眼能以360°轉動，甚至也能夠看穿自己的後腦杓，並且能夠完全從頭部移除。

## 仇敵鏡
仇敵鏡（Foe-glass）是一面不論在焦點內或外都可以檢測並顯示其擁有者敵人的鏡子，具體取決於它們的距離。

## 誠實探測器
誠實探測器（Probity Probe）能夠探測隱藏法術和隱藏魔法物品的工具。這種探測器首次出現在《鳳凰會的密令》的魔法部中，是一根細細的金棒。佛地魔捲土重來後，該探測器被用作古靈閣提高安全性的一部分，以及用於掃描霍格華茲的學生以尋找黑暗物品。在中，它們最後一次出現是在哈利、榮恩和妙麗於抵達古靈閣搶劫貝拉・雷斯壯的金庫以尋找佛地魔其中一個分靈體。

## 測奸器
測奸器（Sneakoscope）充當黑魔法探測器。該裝置被形容為一個微型玻璃陀螺，在探測到存在欺騙的情況下會發出刺耳的噪音，例如，當附近出現不值得信賴的人或附近發生欺詐行為時，它便會亮燈旋轉並發出聲響。

## 劫盜地圖

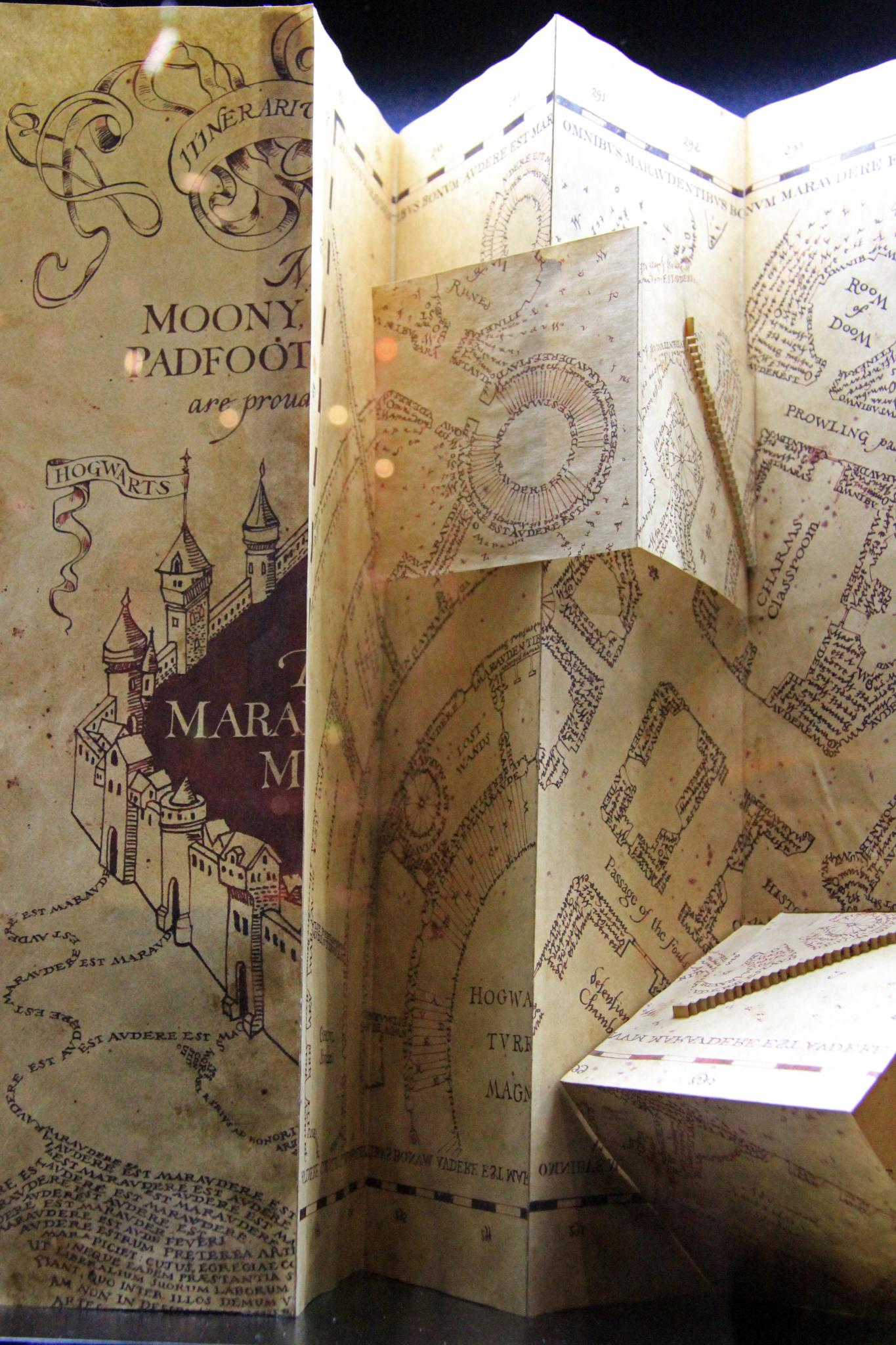
劫盜地圖

劫盜地圖（The Marauder's Map）是雷木思·路平、彼得·佩特魯、天狼星·布莱克和詹姆·波特（分别称为“月影”、“蟲尾”、“獸足”和“鹿角”）在霍格沃兹上学的时候共同制作的，专门用来搞恶作剧。在得知好朋友雷木思·路平的狼人身份之后，詹姆·波特、天狼星布莱克和彼得佩迪魯成為了化獸師，在月圆之夜分别变身为雄鹿、狗和老鼠，与狼人路平一起四处游荡，进行夜间探险。这使得他们对霍格沃兹的地下通道有很多了解，他们将这些秘密通道绘制成了地图，并在上面写上了仅限彼此知道的昵称。衛斯理双胞胎弗雷德和乔治称赞他们为：“高尚的人啊，不倦地工作，为的是帮助新一代破坏法规的人。”
乍看起来，这张地图仅仅是一张空白的羊皮纸，但当使用者用魔杖指着地图说出“我在此鄭重發誓，我絕對不懷好意”的时候，“魔法恶作剧制作者的辅助物供应商月影、虫尾、獸足與鹿角诸位先生自豪地献上活点地图”和霍格沃兹的详细地图就会浮现出来。当用魔杖指着羊皮纸说出“恶作剧完毕”的时候，地图就会变回原来空白的状态，以防止别人看到。
在一書中，弗雷·衛斯理和乔治·衛斯理将劫盜地圖送给了哈利·波特，这样他就可以通过秘密通道去活米村。地图是双胞胎以前在费尔奇办公室的抽屉里偷来的，可能是飛七在没收了活点地图后并没有弄明白它的使用方法，才随手将它放在了放置危险物品的抽屉里。后来石內卜教授发现了哈利的这张地图，就试图找出其中的秘密，却被地图嘲笑和羞辱了一番。当时的黑魔法防御课老师路平（其中一位地图制作者）表示他会调查这件“黑魔法物品”，就将地图带走了，不过在他辞去了霍格沃兹的职位后，他就将地图还给了哈利。从那以后，劫盜地圖就成为了哈利最有用的魔法道具之一。
在中，小巴蒂·柯羅奇喝过變身水扮成疯眼汉穆迪曾发现了劫盜地圖，并知道了它的作用，用来为伏地魔效力。（但也有人于此提出疑问，既然活点地图能够显示出穿隐形衣哈利和假穆迪的姓名。那为何看着一个假穆迪在城堡中到处走动许久却从来没有过疑问。真穆迪在箱子中长期不动，又为何哈利不能察觉。当然，也有人对此解释为故事中的箱子被施加了某种魔法。）在中，哈利在寻找魂器的途中一直带着活点地图，一是可以间接地了解霍格沃茨学校发生的事，还有很重要的一点，他能在地图上找到金妮，这给哈利很大的安慰与鼓励。最后，哈利等人潜入霍格沃茨寻找伏地魔的分靈體时，也是用的活点地图。
變身水和隐身斗篷都不能騙過劫盜地圖，例如被认为已经死亡的小矮星彼得其实是变成老鼠逃脱了（)和小巴蒂·克劳奇喝了复方汤剂变成疯眼汉穆迪(）都在地图上显示了出来。但是一些地方在活点地图上并不能显示，例如萬應室和密室。这或者是因为几位制造者并不知道这些地方，或者是因为这些地方在地图上是不可标绘的。
当在一次在线问题提问中被问及“哈利会将劫盜地圖留给他的哪个孩子”时，罗琳女士回答说：“我有一种感觉，他没有把地图给任何一个孩子，但是有一天詹姆（哈利最大的儿子）偷偷地从他爸爸的桌子里拿走了地图。”

## 記憶球

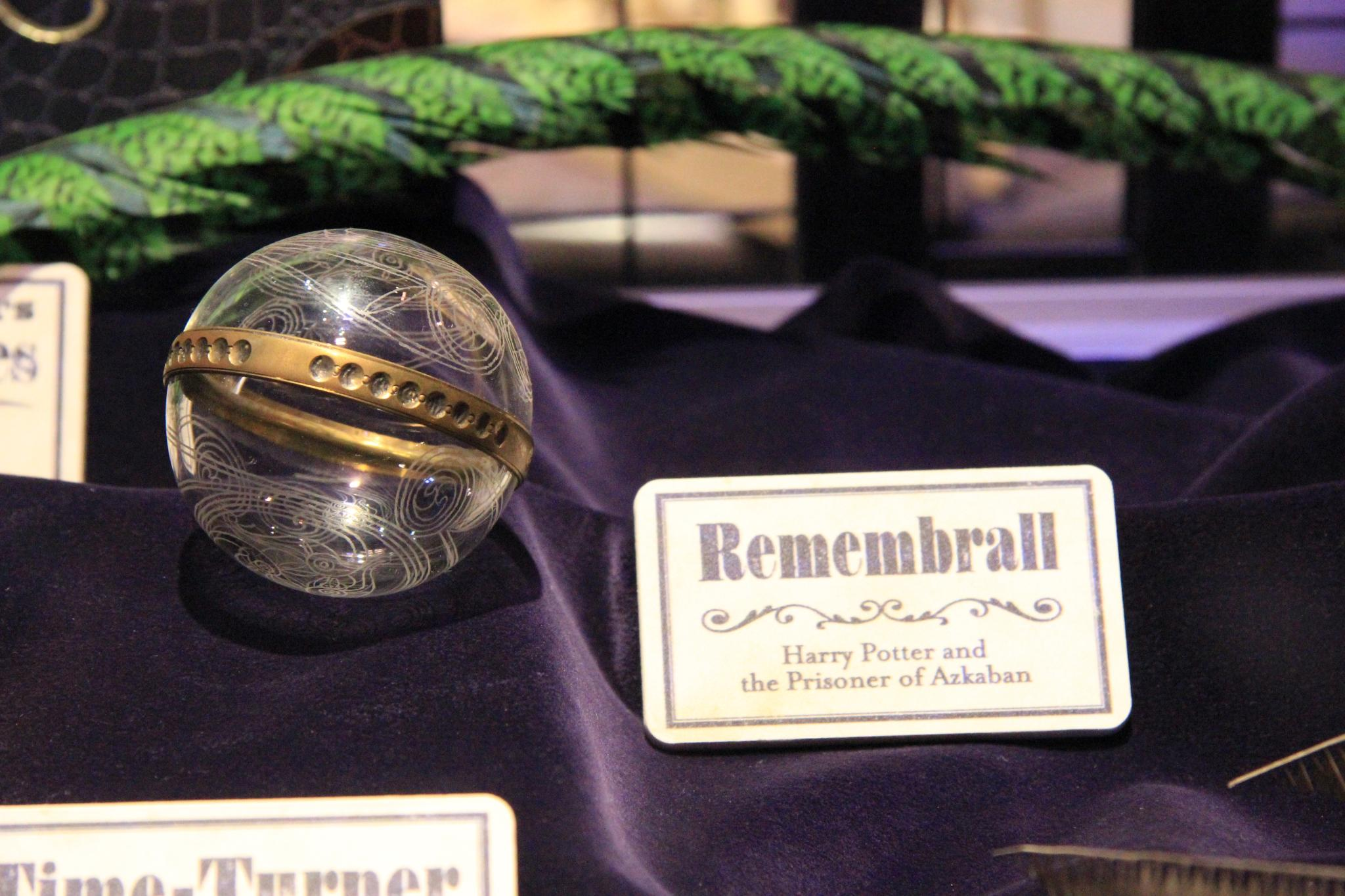
位於華納兄弟工作室倫敦巡迴—哈利波特的製作特輯中的記憶球。

記憶球（Remerbrall）是一顆透明細小的玻璃球，大小約為一顆大彈珠。當它發現它的使用者忘記了某些事情時，球內的煙霧就會變成紅色。但不幸的是，它並不能告知使用者究竟他忘記了什麼事情。健忘的奈威·隆巴頓於《神秘的魔法石》中收到由他祖母寄來的一個記憶球，但不久後還是把它弄丟了。記憶球禁止用於普通巫術等級測驗（O.W.L.）。

## 現形擦
現形擦（Revealer）一種鮮紅色的特殊橡皮擦，用於在不必使用符咒的情況下，讓利用隱形墨水所書寫的隱藏文字顯現出來。它首次出現於中，妙麗試圖讓隱藏的文字出現於湯姆·瑞斗的日記中。

## 秘密感應器
秘密感應器（Secrecy Sensor）是一種被形容為「一個看起來像個特別彎曲的金色電視天線的物體」的黑魔法探測器，當偵測到謊言與隱瞞之事時，感應器即時會震動。

## 衛斯理家的鐘

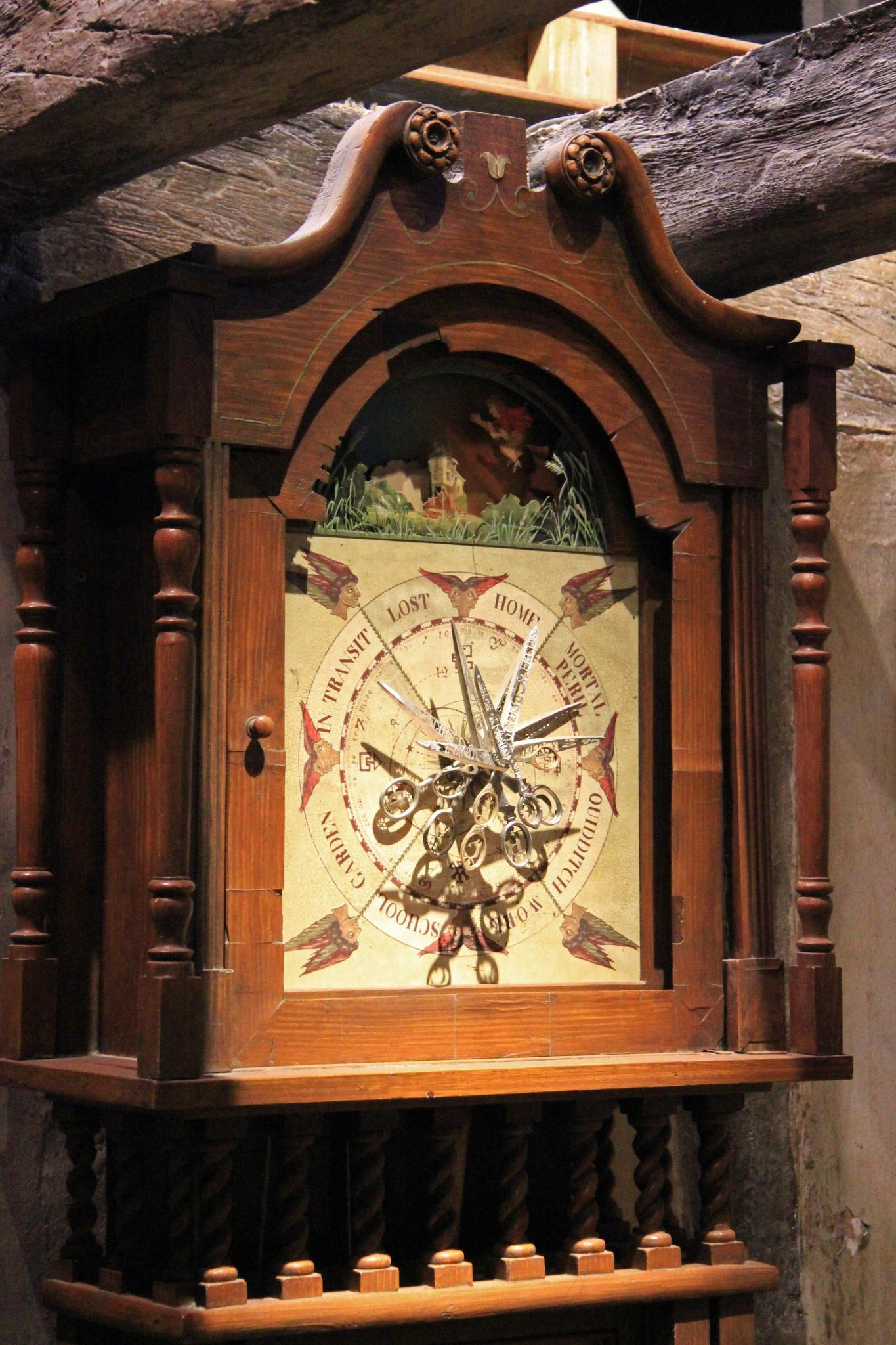
衛斯理家的鐘。

位於洞穴屋的衛斯理家中有個特別的時鐘，當中具有九支指針，每支指針代表著每位家庭成員。除了告知時間，該時鐘還會顯示每位家庭成員的位置或狀態。一些已知的地點包括：家、學校、工作、出遊、迷路、醫院、監獄和致命的危險。衛斯理一家是該系列中唯一提到擁有這種時鐘的家庭。鄧不利多曾指那時鐘「非常好」，並且似乎對它印象深刻。
「致命危險」的位置通常在於數字12所在的位置。在前五部小說，指針的變化反映了各家庭成員的不同狀態，但在第六部小說中，除了有人在出遊，全部九隻指針都指向「致命危險」。衛斯理太太認為這意味著隨著佛地魔的捲土重來，每個人總是處於致命的危險之中，但她無法證實這一點，因為她不知道還有誰擁有這種時鐘。

## 遊戲

### 爆炸牌
爆炸牌（Exploding Snap）是巫師世界的一種紙牌遊戲，跟麻瓜的紙牌差不多，唯一不同的是這種紙牌隨時可能突然於遊戲中全部爆炸，容易讓玩牌者受傷。這個遊戲在霍格華茲的學生中很受歡迎。

### 多多石
多多石（Gobstones）是除了巫師棋和爆炸牌以外，小說中年輕巫師所玩的眾多魔法遊戲之一。這個遊戲貫穿整個系列，霍格華茲裡甚至還有一個多多石的俱樂部。
多多石類似於麻瓜的彈珠和法式滾球，不同的是在多多石遊戲中，當他們失分時，那些球會向另一方玩家的臉上吐出／噴出一種氣味難聞的液體。
在小說系列中還提到，艾琳·普林斯（Eileen Prince，石內卜的母親）在學時，她於15歲成為了霍格華茲內多多石俱樂部的會長。

### 自動洗牌的紙牌
自動洗牌的紙牌（Self-Shuffling Playing Cards），是一種帶有魔法並可以自動洗牌的紙牌。
在中，有人提到一款自動洗牌的紙牌，那是在榮恩位在洞穴居的房間地板上亂扔的其中一件物品。

### 巫師棋

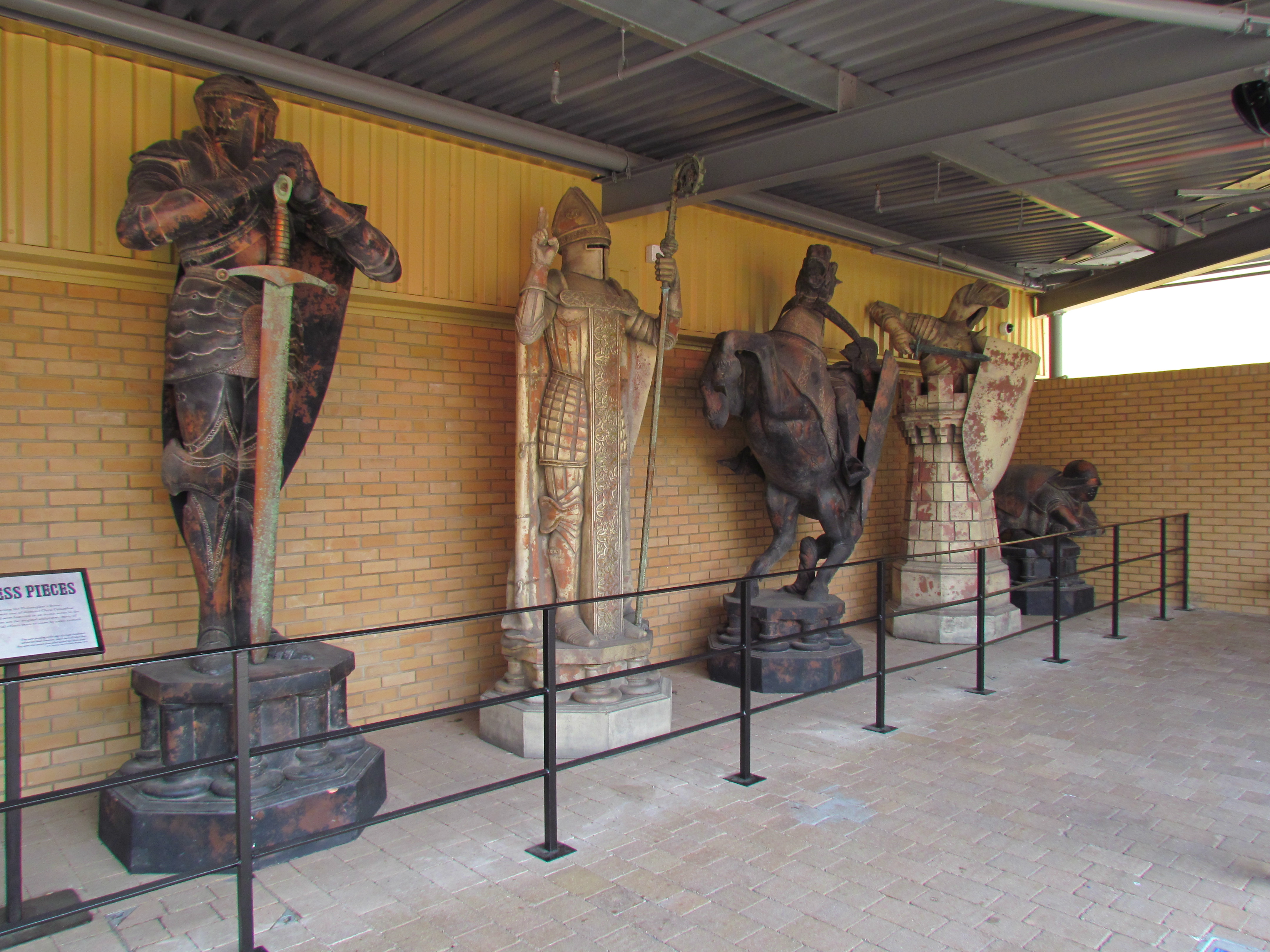
電影中的棋子。

巫師棋（Wizard chess）棋子、棋盤和規則都跟普通的國際象棋幾乎一樣。這些棋子是活的，玩家在下棋時就像指揮軍隊一般，棋子在遊戲時會猛烈地互相攻擊，把捕獲的棋子擊碎並將其拖離棋盤。玩家需要利用代數象棋符號來命令棋子移動。
榮恩的祖父把一副巫師象棋留給他，而哈利首次下棋的是從西莫·斐尼甘那裡借來的棋子，因為他們不信任他，所以他不停地向他大喊建議。哈利後來在霍格華茲的首個聖誕節期間得到一套屬於自己的巫師棋。
在小說《神秘的魔法石》第16章，哈利、榮恩與妙麗在一場真人巫師棋遊戲中成為了人類棋子，由於榮恩出色的指揮和作為整體棋子的犧牲，讓哈利在比賽中獲得勝利。在電影中，那些棋子的描繪是使用劉易斯棋子的複製品。

## 魁地奇球
魁地奇球包括：
快浮（Quaffle）：紅色大球，它是遊戲的三種球體中唯一一種不能自行移動的球，追蹤手（Chaser）需要把球穿過球場上的三個圓形球門，每次成功將獲得十分
搏格（Bludger）：它們被施了魔法並於球場中四處飛，試圖把對方球員從掃帚上面擊落
金探子（Golden Snitch）：擁有翅膀。其體積約為核桃的大小，它的速度移動非常快，快到難以看見的金色小球，每支球隊的搜捕手（Seeker）必須捕獲它才能完成比賽，並獲得150分。

## 分靈體
分靈體（Horcruxes）是一種用於儲存某人部分靈魂的物體，保護他免於真正的死亡（類似於其他奇幻作品中的護命匣的功能）。若分靈體擁有人的肉身被毀，那麼留在身體中的那部分靈魂依然會存在於世上，不會過渡到另一個世界，而是以一種能夠被另一個巫師復活的非物質形式存在。若一個人的分靈體被全數摧毀，那麼靈魂在物質世界中唯一的支柱就是其肉身，破壞其肉身將導致其最終死亡。創造分靈體被認為是所有魔法中最黑暗邪惡的一種，也極為殘酷。

## 傳說中的魔法文物

### 分類帽

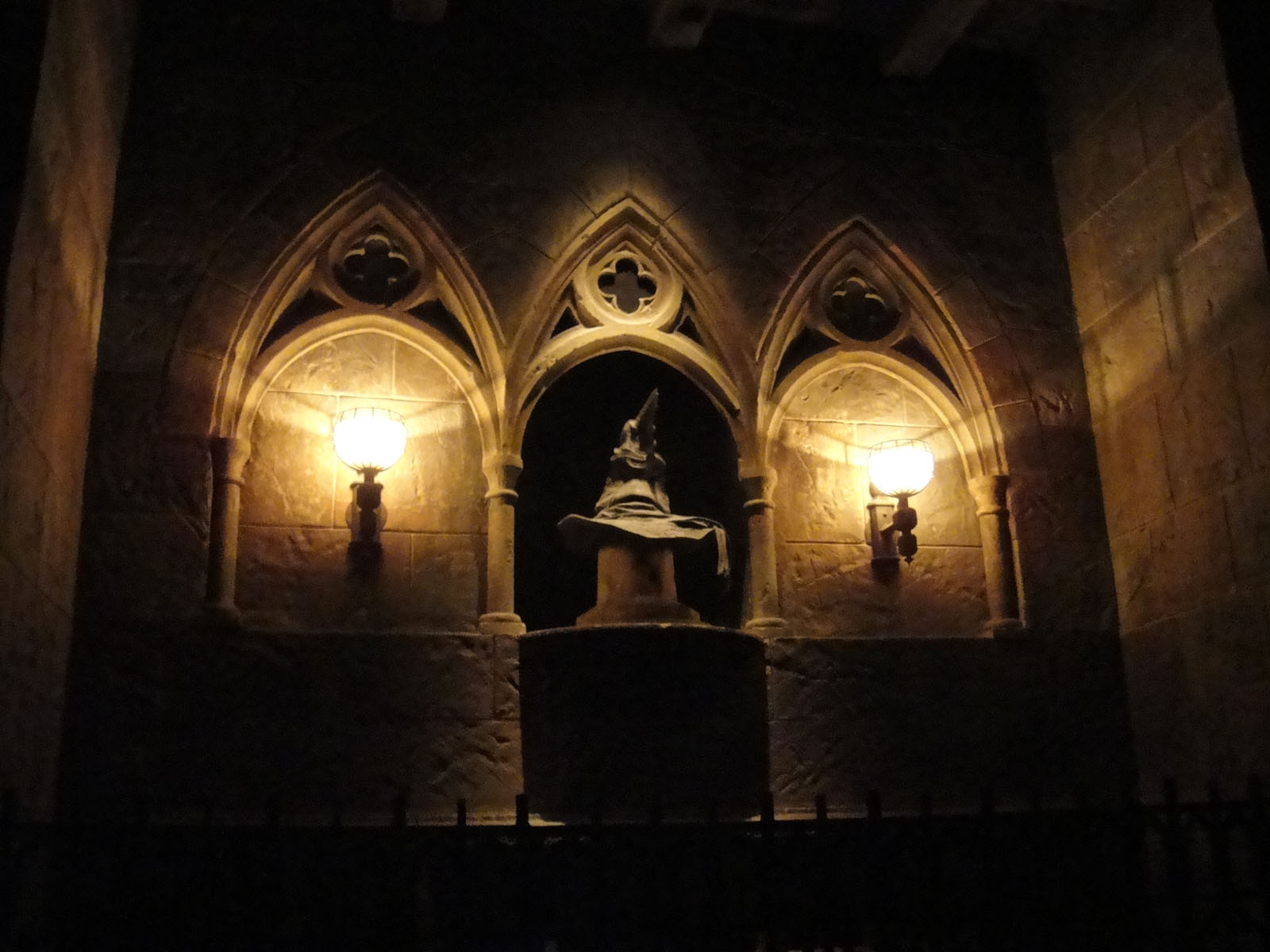
設於主題公園哈利波特與禁忌之旅排隊區的分類帽

分類帽（The Sorting Hat）是一頂古老、破爛並且會說話的帽子，為霍格華茲的魔法道具。它利用破心術（本質上是讀心術）來決定學生所屬的學院──葛來分多、赫夫帕夫、雷文克勞及史萊哲林，每名新生都將分配到霍格華茲的各個學院。該帽子酷似一頂破舊的錐形皮革寬邊巫師帽，其褶皺和撕開的位置使它看起來有眼睛和嘴巴。在每個學年開始的開學宴上，該帽子都會戴在每名一年級新生的頭上。分類帽會把選擇大聲地宣布出來，然後該學生會加入它所選擇的學院。分類帽會在學生被分類時跟他們交談，並會在決定時考慮學生的偏好。

### 魔法石

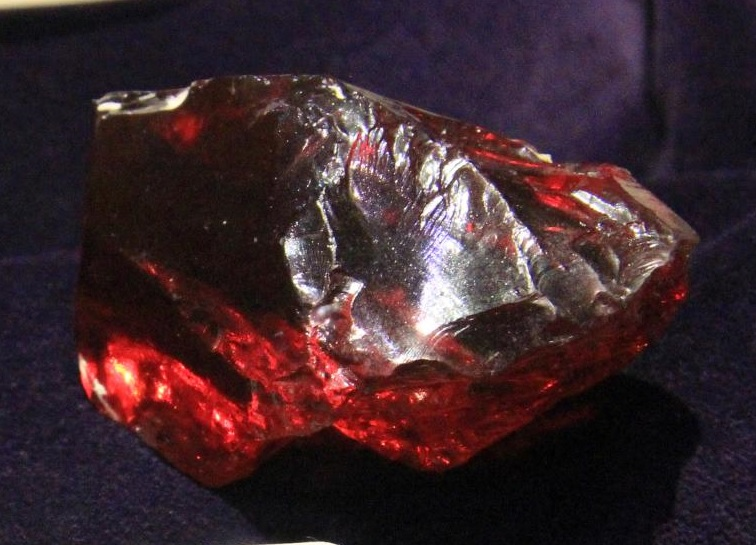
魔法石。

根據古代煉金術，魔法石（Philosopher's stone）具有傳奇色彩，因為它能夠將所有金屬都鍊成黃金，並且可以提煉出一種長生不老的魔藥，讓飲用者長生不朽。這塊魔法石在《神秘的魔法石》中首次被提及，並由鄧不利多的老朋友尼樂·勒梅持有。這塊石頭儘管魔法石在整個系列中多次被引用，然而它只出現在第一本和最後一本小說中。最後在弗拉梅爾的同意下，鄧不利多於第一本小說的尾聲中把它銷毀。
在美國版本中，這塊魔法石被稱為男巫士之石（the sorcerer's stone）。

### 火盃

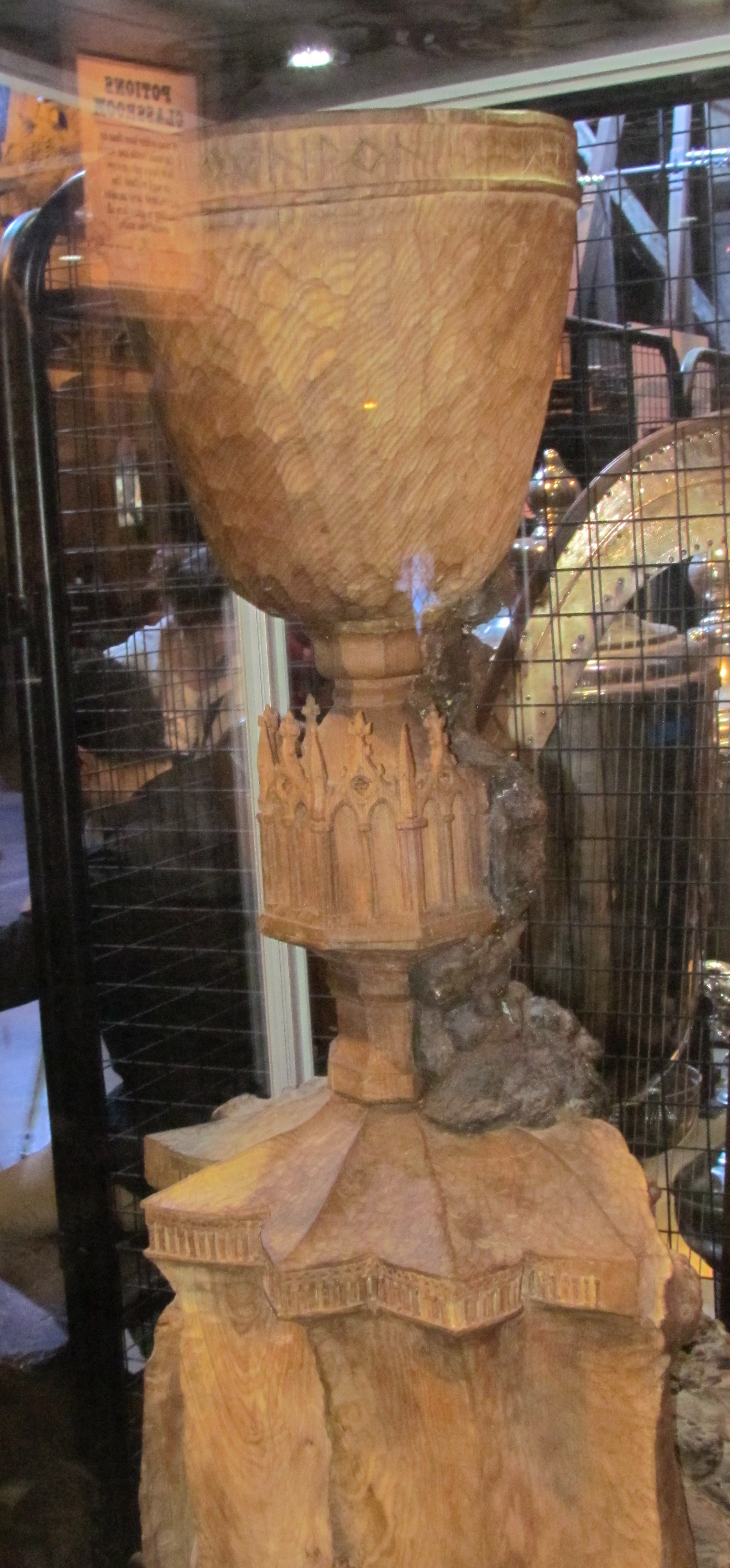
閒置時的火盃。

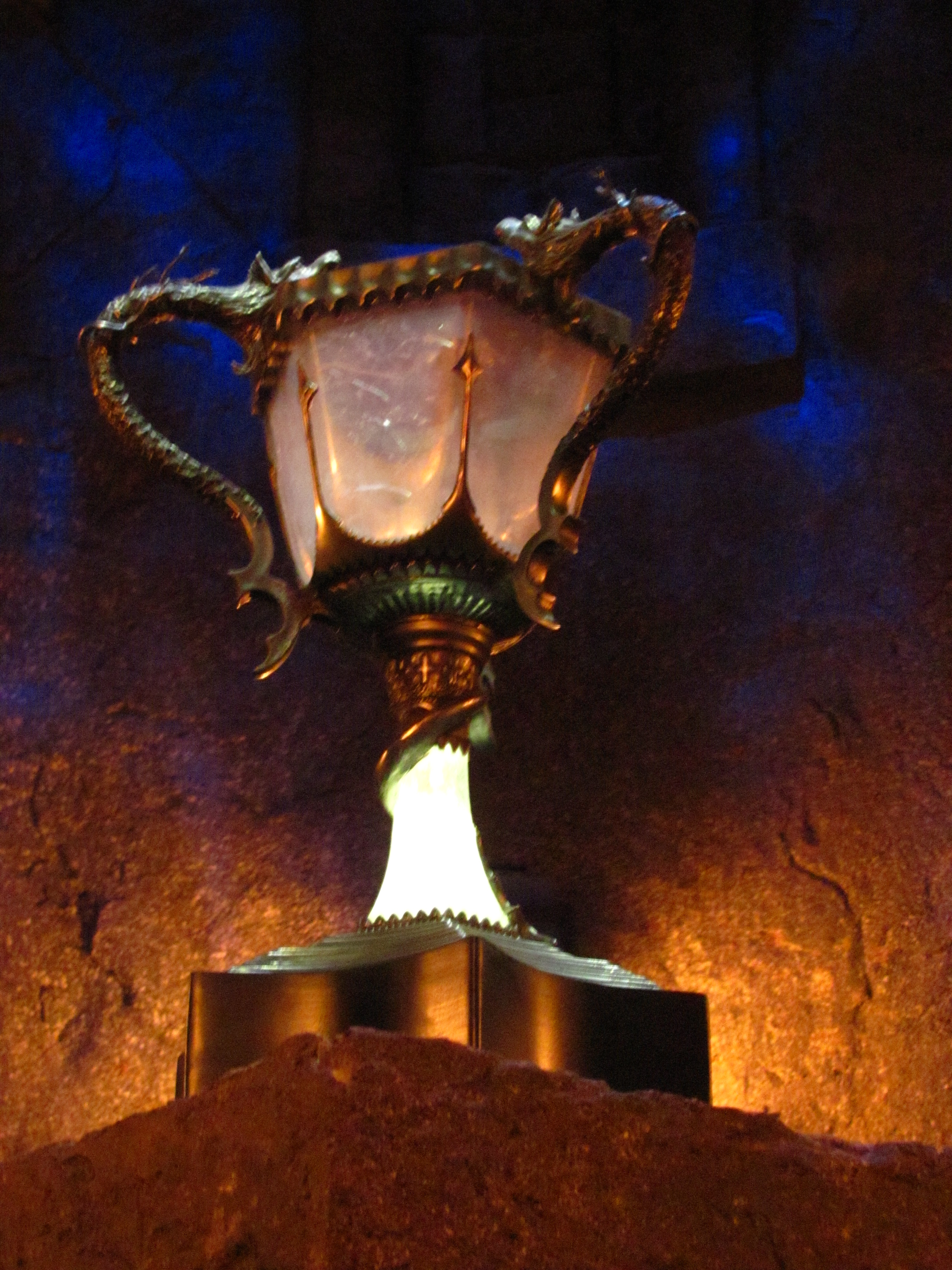
三巫鬥法大賽獎盃。

火盃（The Goblet of Fire）是由一個木製的高腳杯，當中燃起藍白色的火焰，並且在每屆三巫鬥法大賽開始時使用。它僅用於選擇參賽學校的冠軍代表，三所參賽學校分別為霍格華茲、波巴洞、德姆蘭，鄧不利多形容它為「公正無私的裁判」。三所院校具有參賽資格的學生皆可向火盃把寫有自己姓名的羊皮紙丟進火盃裡，以作三巫鬥法大賽的潛在候選人。
在火盃使用期間，它被放置在入口大堂，鄧不利多以魔法咒語於火盃旁設立了年齡分界線包圍著，以防止年齡不符規定的未成年學生報名。任何未成年人試圖以老化藥（Ageing Potion）來瞞騙火盃時，他們都會留著長長的白鬍子，就如電影中的衛斯理雙胞胎兄弟那樣。在指定時間內，寫有參與學生姓名的羊皮紙會從火盃中的魔法火焰噴泉中被噴出來，每所學校均會選出一名代表。偽裝成穆迪教授的小巴堤·柯羅奇曾表示，火盃是「一個異常強的魔法物品」，除非有人施展出異常強大的混淆咒（Confundus Charm），否則它很難被蒙蔽。偽裝的穆迪教授以非常強的迷糊咒來瞞過火盃，使哈利·波特成為了三巫鬥法大賽歷史上首位第四名鬥士。
三巫大賽獎盃是授予三巫鬥法大賽冠軍的獎盃，在第三項任務期間放置於迷宮的中心。該獎盃於迷宮的比賽事前被小巴堤·柯羅奇偷偷把它置為港口鑰，因此當哈利·波特與西追·迪哥里同時握住獎盃時，二人立刻被送往小漢果頓的墓地，後來哈利帶著西追的遺體透過握住作為港口鑰的獎盃逃回霍格華茲。
在閒置的時候，火盃會保存於鄧不利多衣櫥內的珍品小盒裡。

### 葛來分多劍
葛來分多劍
高錐客·葛來分多劍（Godric Gryffindor's Sword）是一把由妖精鑄造的劍，劍柄的圓球鑲嵌著大紅寶石，劍身上還有葛來分多的全名。它曾經為霍格華茲的中世紀其中一位創始人高錐客·葛來分多所有。在《消失的密室》中，哈利從分類帽中把它拔出跟史拉扎·史萊哲林的蛇妖戰鬥並將其殺死。當鄧不利多得知哈利擔心自己並不屬於葛來分多學院時，其部分原因是因為他如佛地魔一樣懂得爬說語，鄧不利多讓他知道，只有該學院的真正成員才能在他需要的時候把劍召喚出來，以讓他放下心頭大石。這把劍在《死神的聖物》中也發揮了關鍵作用，當它被用來對付蛇妖後，據說它在那裡已經沾滿了蛇妖的毒液，從而「把它吸收從而變得更強大」。它隨後被用作摧毀三件佛地魔分靈體的工具。
由於該寶劍是由妖精鑄造的，故它是堅不可摧的。根據妖精拉環（Griphook）所述，這把劍最初是由妖精萊格納克一世（Ragnuk the First）鑄造，後來被葛來分多「偷去」，因為在第七本小說中，貝拉·雷斯壯的金庫被哈利等人突襲時，寶劍從哈利手中滑落，於是寶劍就被拉環奪走了。後來當奈威將它從分類帽中取出並用它把佛地魔的蛇妖娜吉妮斬首，寶劍回到巫師的手中。這表示無論當時寶劍身在何處，當葛來分多學院的真正成員需要它時，它便會重新出現於分類帽中。
羅琳已經證實葛來分多並沒有從萊格納克一世那裡把劍偷走，並且這種信念只是拉環對巫師的不信任和偏見的一部分。高錐客·葛來分多委託妖精萊格納克一世按照他的規格為他把寶劍製作出來。當萊格納克一世製作了這把劍，在他把它呈現給葛來分多之後，他發現自己非常喜歡它，後來他告訴妖精指它被偷了，並派僕人替他取回來。葛來分多以魔法把妖精打敗但沒有把它們殺掉，並給它們施了魔法讓它們回到萊格納克一世那裡，並說若它再試圖把劍拿起的話，他便會以它來對付它們。萊格納克一世認真對待那威脅，但直到它去世的那一天仍然堅稱該寶劍是從他那裡偷來的

## 鏡子

### 意若思鏡

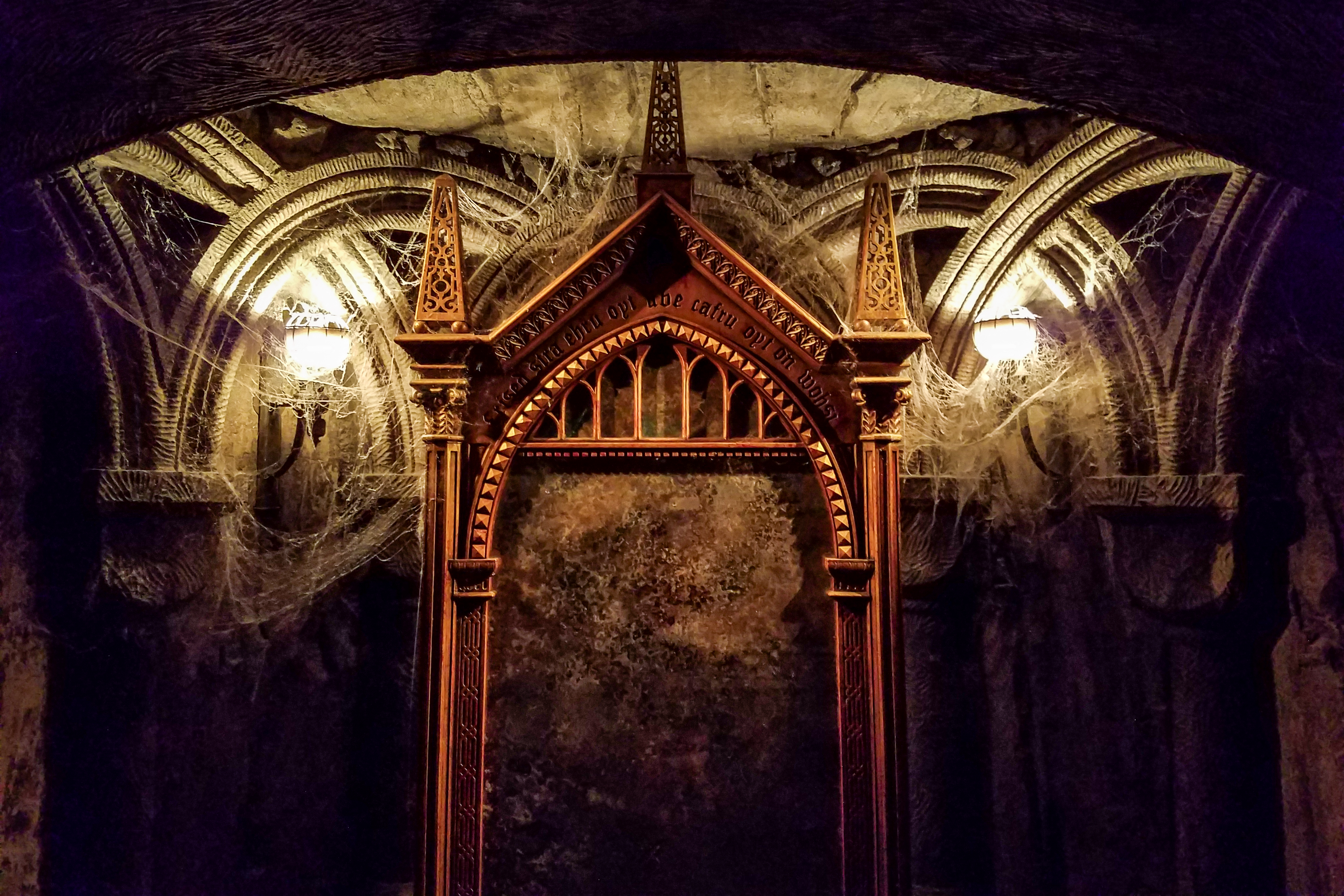
好萊塢環球影城中哈利波特的魔法世界內的意若思鏡。

意若思鏡（Mirror of Erised）是哈利·波特於中霍格華茲的一間廢棄課室裡發現的神秘鏡子，鏡子頂部寫著：「意若思，思特拉，厄魯，歐特，烏比，卡佛魯，歐特，昂，烏西」，當鏡像的文字以正確間隔並重新整理後顯示，它會寫成：「我所展示的不是你的臉，而是你內心的渴望」，就正如「意若思（erised）」一詞反向拼寫便是「慾望（desire）」，因此該鏡子就是「慾望之鏡（Mirror of Desire）」。
任何人面對著它都會看見其內心深處最渴望發生的事：哈利在遇到該鏡子後，他從鏡中可以看見他的父母，以及似乎是一群親人圍繞在他身旁；榮恩則看見自己成為級長、學生會的男生主席，以及手握著學院盃的魁地奇球隊隊長，從而表明他很希望擺脫他兩位非常成功的哥哥，以及其更受歡迎的好友哈利的影子。
鄧不利多是小說中為數不多的面向鏡子的時候看見自己的角色之一，他曾向哈利表示自己拿著一雙他一直想要的厚厚羊毛襪，他告訴哈利指「一個人永遠不會有足夠的襪子」，並感嘆自己在聖誕節連一雙襪子也沒收到，因為人們會堅持給他送書（第七部小說說明了鄧不利多並沒有說出真話，因考慮到鄧不利多的經歷，他可能渴望著看到其家庭能夠再度團聚，而羊毛襪子在英國文學中寓意著親情，因此他所說的也並非全是假話，而是說明他表面上擁有桃李滿門、受人尊敬的風光，但卻永遠無法重獲失去了的親情，包括仍然在世的弟弟阿波佛在內
），然而哈利懷疑鄧不利多所說並非是真的，因為在《死神的聖物》中暗示他真正看到的是他的整個家庭都還活著，再次幸福快樂地聚在一起，就像哈利一樣。鄧不利多於中年時期看到的是蓋勒·葛林戴華德。
鄧不利多曾告誡哈利，指這塊鏡子本身既不提供知識，也不提供真相，它只能展示人們心中最深切渴望，人們在它前方被他們所看見的影像迷住而浪費了他們的生命，唯一世界上最快樂的人才能把意若思鏡作為一般的鏡子使用。在中，意若思鏡被鄧不利多用於給予魔法石的最後保護。他把魔法石藏於鏡子裡，他知道只有找到但不會利用魔法石的人才能得到它。否則，任何人若看見自己製作長生不老藥或將事物點石成金之類畫面的話，便永遠無法得到它。

### 雙面镜
雙面鏡（Two-way mirrors），天狼星·布萊克於中，哈利於古里某街的大宅度過他的聖誕假期後，哈利收到來自天狼星·布萊克以包裹寄來的鏡子。那塊鏡子是布萊克跟哈利的爸爸詹姆·波特被單獨拘留時用於互相交流的一面鏡子，它是一組雙向鏡子，透過握住其中一面並說出另一面擁有者的名字來把它們啟動，使其樣子出現於來電者的鏡子上，反之亦然。起初，哈利選擇不打開包裹，他最初以為是能讓天狼星離開古里某街而拒絕拆封（所以後來哈利才會兩次冒險從沒被監視的火爐試圖聯絡天狼星），直到天狼星·布萊克死後才打開包裹，那時他才發現到該塊鏡子，然而那時它已不能再起作用。因為墜入死亡拱門的天狼星並沒有帶著鏡子，失落的哈利於是把自己那面鏡子砸成碎片。
雙面鏡第二次出現於中，當蒙當葛·弗列契於古里某街的大宅把它掠奪，並將天狼星的鏡子賣給阿波佛·鄧不利多，阿波佛·鄧不利多利用它在《死神的聖物》中看顧哈利。當哈利絕望地向魔法鏡子的碎片（在他的行李箱底部破裂）尋求幫助時，一顆屬於阿波佛的明亮藍眼睛（哈利曾誤認為那是阿不思·鄧不利多的眼睛）出現了，他派遣多比前去馬份莊園協助哈利等人脫險並逃至貝殼居。

## 

### 衛斯理兄弟的惡作劇物品
衛氏巫師法寶店的惡作劇商品由店主弗雷和喬治·衛斯理共同設計及製作，他們往往在自己和其他霍格華茲學生身上測試他們的新作品。
- 金絲雀奶油（Canary Cream）

讓食用者短暫地變成一隻大金絲雀。當效果消失時，食用者會脫毛並在一會兒後復原。
- （Decoy Detonator）

黑色喇叭狀模樣古怪的物體。若希望聲東擊西的話，只要偷偷丟一個，它便會逃去無蹤，還會發出很大的聲響。曾在裡出現。
- 可食用黑魔標記（Edible Dark Mark）

由弗雷和喬治·衛斯理設計以黑魔標記製作的一種糖果，吃下去會生病。曾於中出現。
- 伸縮耳（Extendable Ears）

它是一根肉色的長繩子連著一個耳朵，其一端伸進用戶的耳朵中，另一端置於遠離對話或聲音的位置用作竊聽。這就像聽音裝置一樣，用戶能夠就像距離聲源更近般聽到聲音。弗雷與喬治在《鳳凰會的密令》中首作介紹，當他們利用伸縮耳偷聽鳳凰會的會議，直到其中一個被妙麗的貓──歪腿（Crookshanks）摧毀並吃掉。
- （Guaranteed Ten-Second Pimple Vanisher）

它能出色地對付從痘子到黑頭的一切粉刺。曾於《混血王子的背叛》中出現。
- 無頭帽（Headless Hat）

無頭帽能創造了一個有限的隱形領域，能夠覆蓋了佩戴者的頭部，戴上一秒後便能使其頭部跟帽子一同隱形。藉由某種隱形咒擴大隱形範圍，但功效似乎不會持續太久。當摘下帽子或是待咒語失效之後便會恢復正常。其對應物是能使小魔法或咒語轉向的屏障帽（Shield Hat），穿戴者若被咒語攻擊時會自動施展屏障咒將其彈開，但只限於較無強大殺傷力的咒語。儘管弗雷和喬治把它設計成一種惡作劇道具，但魔法部官員對其實用價值具深刻印象，並訂購500個以保護一眾正氣師（Auror）。隨著屏障帽的成功，衛斯理兄弟也有開發及出售屏障斗篷（Shield Cloaks）及屏障手套（Shield Gloves）等產品。
- 愛情魔藥（Love potion）

受男孩的體重，還有使用者（女孩）的吸引力影響。愛情魔藥非常受女生歡迎，據說藥效最長的一次可以持續24小時。曾於《混血王子的背叛》出現。
- 麻瓜魔術道具（Muggle Magic）

例如麻瓜日常接觸得到的東西，如撲克牌等物品。
- 專利白日夢咒（Patented Daydream Charms）

讓使用者進入他們所想像的現實中30分鐘的白日夢，而且可以輕鬆客製化。
- （Portable Swamp）

顧名思義，那是逼真的彈出式沼澤，那是由類似臭樹汁的物質形成的沼澤。在恩不里居被任命為校長之後，其首次出現於鳳凰會。弗雷與喬治在霍格華茲的走廊裡放了一個，部分原因是為了分散恩不里居的注意力，以便哈利使用她的壁爐，另一方面也是為了引起混亂。恩不里居無法把它移除，而孚立維教授在小說的後期為了清理幾乎消失了（由於二人此時已離開了霍格華茲，他把一小塊留下來以向弗雷和喬治致敬）。
- 侏儒蒲（Pygmy Puffs）

牠是一種會滾來滾去、發出細細尖叫的超可愛絨毛圓球，是「衛氏巫師法寶店」裡的新貨，連金妮都忍不住養了一隻。其名稱是有圓圓粉粉矮小東西的意思，就如泡芙或是粉撲。
- 摸魚點心盒（Skiving Snackboxes）
  - 旨在讓食用者暫時生病以蹺課。每種零食盒都會產生不同的效果，如嘔吐、昏厥或流鼻血。有些甜食的一端會引起疾病，而另一端則在隨後治癒疾病如嘔吐糖片。點心盒可讓食用者藉機離開教室去醫院廂房，或者到處摸魚。
  - 糖果盒內包括：
    - 噴血泡泡豆（Blood Blisterpod）
    - （Fainting Fancy）：食用者有如被一枝巨大的隠形木棍敲中，吐出長長的舌頭，並在幾秒內昏倒。
    - （Fever Fudge）：食用者會發高熱，其副作用是在尷尬的地方長膿包。
    - 鼻血牛軋糖（Nosebleed Nougat）：食用者會狂噴鼻血。
    - 嘔吐糖片（Puking Pastilles）：有兩端，吃了橘色的那一端會嘔吐，吃了紫色的一端會止嘔。
    - 吹舌太妃糖（Ton-Tongue Toffee）：食用者的舌頭會被不斷伸長及腫脹，瞬間增長到驚人的大，正如《火盃的考驗》中所述那樣，當弗雷「不小心」於哈利的表哥達力面前丟了一些，達力吃掉了他們「忘記」取回的一顆。

- （Trick Wand）

若是最便宜的魔法假魔杖，當有人試圖使用它們時，該一揮魔杖便會變成一個愚蠢的東西（如塑膠雞、錫鸚鵡或一條褲子等）。最昂貴的種類則會出其不意地拍打沒有警覺心的使用者的頭、頸。
- 怎麼拉（U-No-Poo）

它會導致食用者便秘，或者正如弗雷德和喬治所說：「便秘的感覺正在席捲全國。」其名字取自「那個人（You-Know-Who）」，通常用來指代佛地魔。
- 衛氏野火魔爆彈（Weasleys' Wildfire Whiz-bangs）

一種非常壯觀又顯眼的魔法煙火。在小說中，它們被設計成不會產生任何可能有害的熱量、火光或噪音的煙火。魔法煙火有基本型和豪華型兩種，並可變成五顏六色的火龍或火箭等。若利用消失咒對付它，其煙火效果會增加一倍；若施以昏擊咒則會引致大爆炸。 在中，衛斯理兄弟利用煙火幻化成一條巨大的火龍追趕著桃樂絲·恩不里居，對校園造成極大混亂，並且讓恩不里居狼狽不堪，最後讓她渾身被煙灰覆蓋。
還有一些惡作劇商品是衛斯理兄弟特地進口的，例如：
- 祕魯瞬間黑暗粉（Peru Instant Darkness Powder）

祕魯進口。撒一把後會使四周陷入漆黑之中，不能被魔杖的光或任何魔法手段穿透，然而此效果會在幾分鐘內消失，故用作快速脫身非常方便。跩哥·馬份於中以它作為掩護，以避開鄧不利多軍隊的成員；在同一電影中，它也被哈利用於霍格華茲特快列車上，用作躲藏於跩哥·馬份桌子上方的行李空間；馬份利用它帶領從消失櫥櫃來到霍格華茲的食死人離開萬應室，以成功避開在門口看守的榮恩、金妮和奈威並登上塔頂。

### 桑科的惡作劇商店
- 打嗝糖果（Hiccough Sweets）
- 青蛙產卵肥皂（Frog Spawn Soap）
- 咬鼻子的茶杯（Nose-Biting Teacups）

### 其他
其他惡作劇物品包括打嗝粉末（Belch Powder）、爆炸後產生一團糟極度難聞氣味的屎炸彈（Dungbombs）和被拋出後會反覆擊中目標的一直緊追著人不放的迴力鏢（Ever-Bashing Boomerangs）。
獠牙飛盤（Fanged Frisbees）是有著獠牙的普通飛盤，鄧不利多校長於《火盃的考驗》的開學演講中首次提及到它是作為飛七先生最新的違禁品之一。它們於《混血王子的背叛》中首次出現，榮恩於葛來分多公共休息室讓它轉了一圈，它擅自改變了飛行方向，並且從掛毯上咬了一口。
更多物品包括使用時會大聲尖叫的會尖叫的溜溜球（Screaming Yo-Yos），以及用來分散級長和老師的注意力並散發出最難聞氣味的小臭丸（Stink Pellets）。
使用上述物品可能受傷，故大部分在霍格華茲禁止使用。

## 巧克力蛙
巧克力蛙是一種受歡迎的魔法糖果。每個包裝都附有一張巧克力蛙卡，展示中世紀至現代著名巫師或女巫的魔法照片和簡介，包括梅林、鄧不利多、尼樂·勒梅和四位霍格華茲四位創辦人等。

## 魔法糖果
柏蒂全口味豆（Bertie Bott's Every-Flavour Beans）、摸魚點心盒（Skiving Snackboxes）等糖果在現實世界由Jelly Belly生產。2001年以來，柏蒂全口味豆除了正常味道外，Jelly Belly還生產了小說中提到的奇怪口味。
活米村蜂蜜公爵的魔法糖果包括：
- 椰子冰（Coconut Ice）
- 冰鼠（Ice Mice）
- 嘶嘶咻咻蜂（Fizzing Whizbees）
- 黑色胡椒鬼（Pepper Imps）
- 糖絲羽毛筆Sugar Quills）
- 蟑螂串（Cockroach Clusters）
- 薄荷潔牙線（self-flossing mints）
- 吹寶超級泡泡糖（Drooble's Best Blowing Gum）
- 薄荷蟾蜍奶油糖（Peppermint Creams shaped like toads）
- 爆炸夾心軟糖（Exploding Bonbons）
- 果凍蛞蝓（Jelly Slug）
- 酷酸果（Acid Pops）
- 血腥味的棒棒糖（blood-flavoured lollipops）

## 收納道具

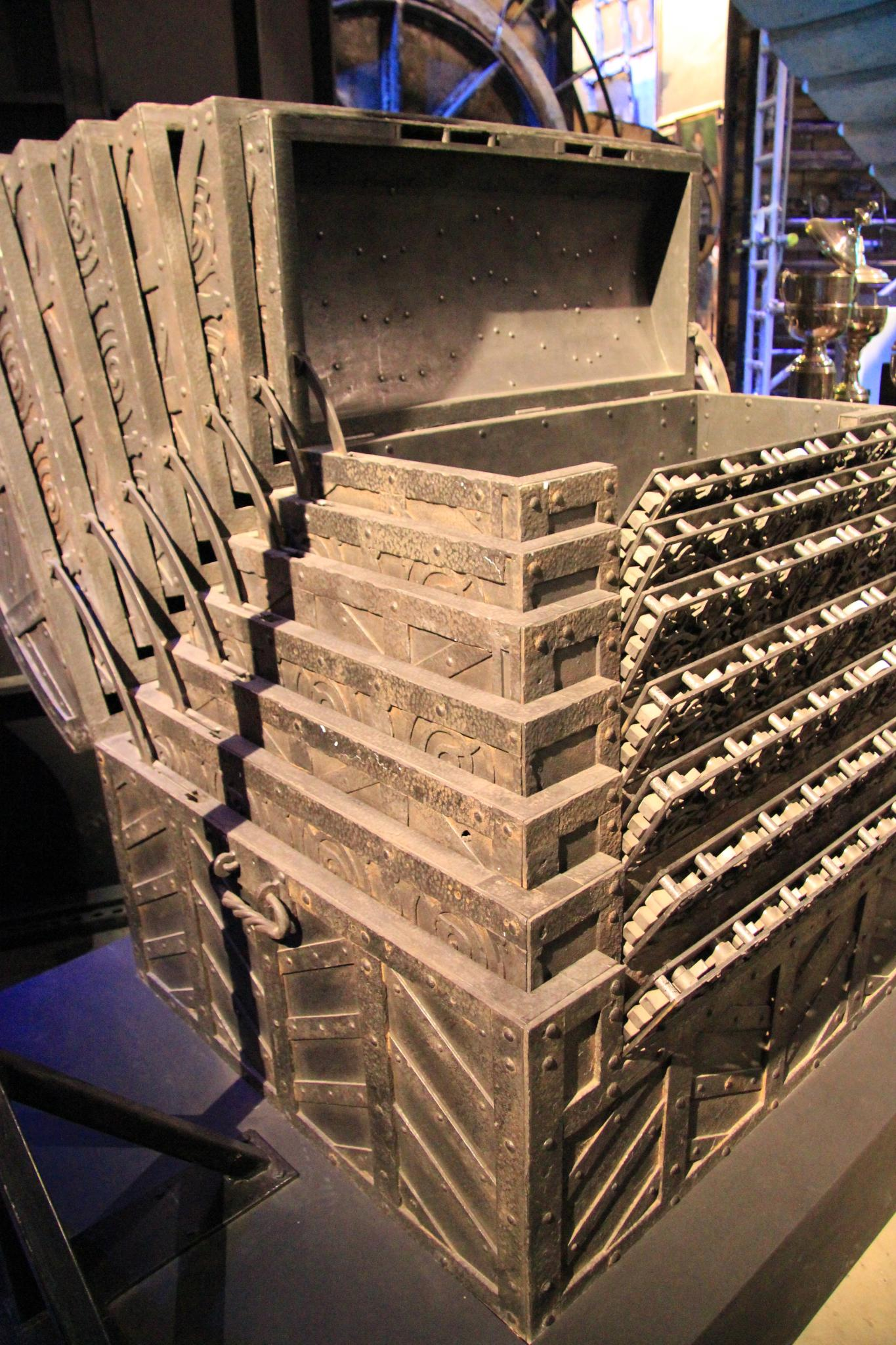
穆敵的魔法行李箱

### 妙麗的手提包
在，妙麗對她的珠珠手提包施展了無形伸展咒（Extension Charms），在不影響其物理尺寸的情況下擴大了手提包的內部容量。此外，手提包中的物品質量會被抵消，因此易於攜帶。
類似的手提包也曾出現在其他虛構作品中，例如《龙与地下城》中的「持有之袋（bag of holding）」，或許多其他遊戲中的「魔法小背包（magic satchel）」，以及菲力貓的「一袋絕技（bag of tricks）」。《歡樂滿人間》的瑪麗·包萍也有類似的手提包。

### 伸縮蜥皮袋
伸縮蜥皮袋（Mokeskin pouch）是一種只能由擁有者操作的拉繩袋。哈利十七歲生日的時候，從海格那裡收到了伸縮蜥皮袋作為生日禮物。哈利在伸縮蜥皮袋放了一些物品，例如金探子、折斷的魔杖、假的小金匣、天狼星的雙面鏡碎片，還有劫盜地圖。

### 穆敵的魔法行李箱
阿拉特·穆敵有一個奇怪的魔法行李箱，上面的七把鎖各鎖著裝有不同種類物品的箱子。第七個箱子約有10英尺（3米）深，小巴提·柯羅奇把真正的穆敵囚禁在這裡。其他箱子包括咒語書、黑暗探測器和穆敵的隱形斗篷。

## 儲思盆

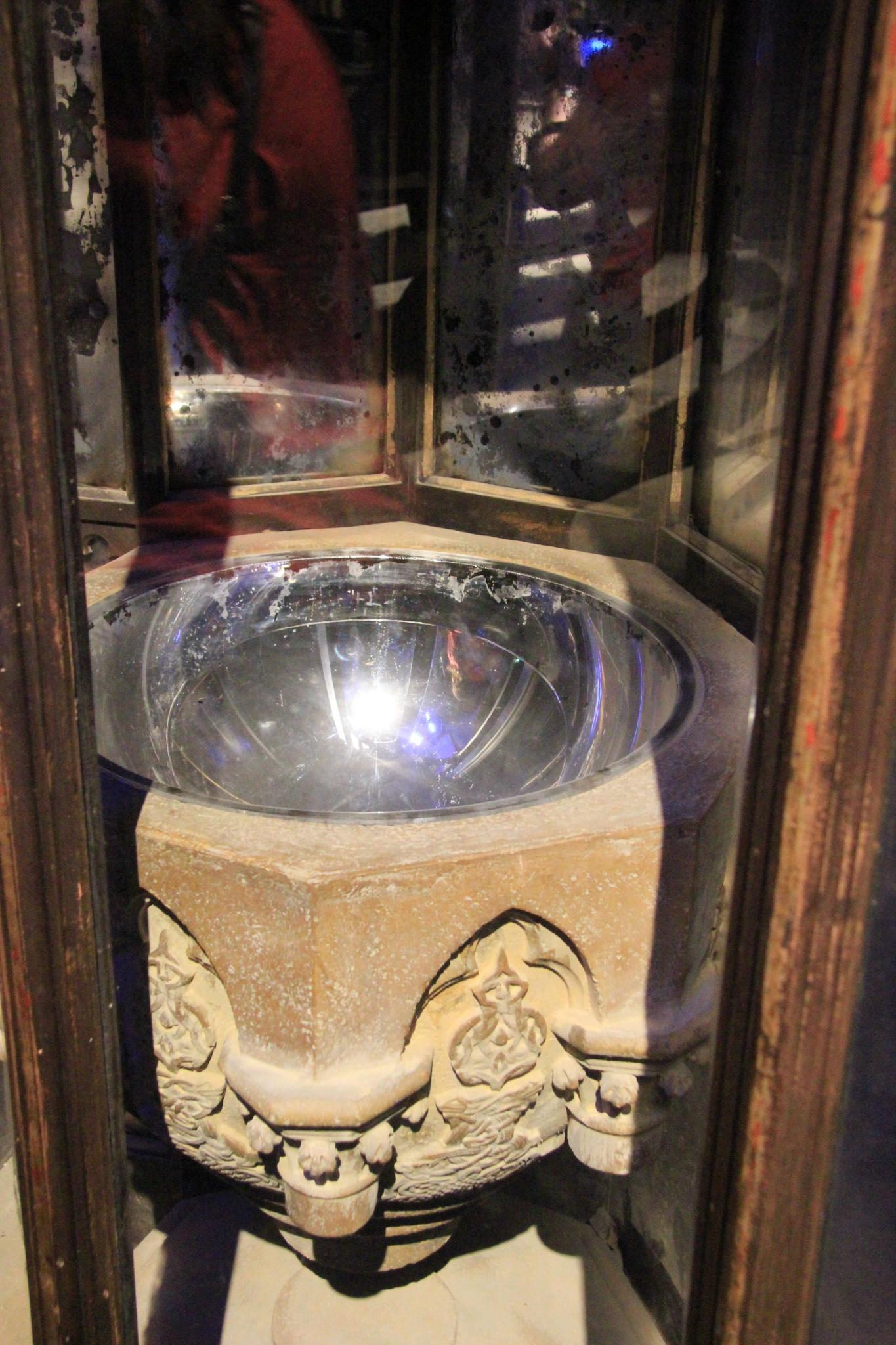
儲思盆。

儲思盆（Pensieve）是一個用於回顧記憶的石盆，設於霍格華茲內的鄧不利多校長辦公室和石內卜的辦公室。它的上方雕刻著神秘的符文所覆蓋，當中包含著物理形式既不是氣體又非液體的記憶。女巫或巫師可以提取自己或別人的記憶，把它們存儲在儲思盆之中以供日後查看，尤其當大量訊息充斥大腦而變得混亂時，它還可以緩解思緒的壓力。任何人都可以透過儲思盆查閱別人的記憶，而湯姆·瑞斗的日記也可能有類似裝置。這也能夠讓查閱者完全沉浸在已儲存的記憶當中，這就像現實中虛擬實境的魔法形式。
這個裝置的使用者會從第三人稱的角度來查閱記憶，提供對所保存事件的近乎全知的視角，有一點像在看電影。進入儲思盆裡的人必須跟隨著主角（提供記憶的人的分身），而進入儲思盆的人可以看見主角遺忘了，或是不留意的東西。
J.K.羅琳證實即使過去事件發生時人們並沒有注意到或是記起它們，儲思盆中的記憶可以讓人們查閱事情發生的細節，並表示「這就是儲思盆的魔力，它能讓事物活了過來」。儲思盆中所包含的記憶具有銀線的外觀。記憶會因年齡漸長而退化，或者被大量操縱或篡改以改變視角（如史拉轟教授的），這可能會看起來變得厚實和果凍狀，並提供模糊的視覺效果。能夠觀看的記憶並不僅限於人類，因為家庭小精靈霍基也提供了記憶給鄧不利多。

## 運輸工具

### 飛天汽車

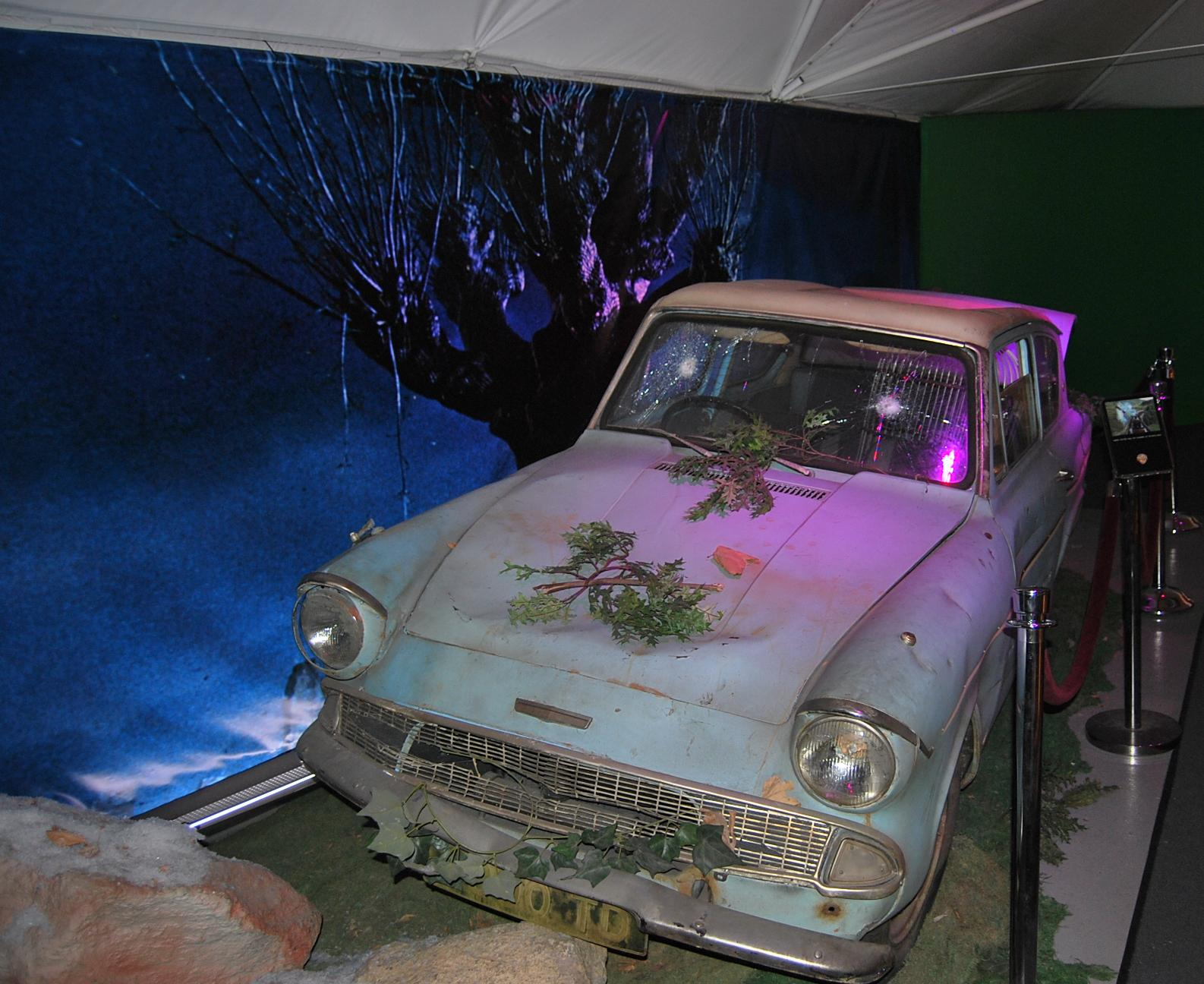
電影中衞斯理一家的汽車。

在小說中魔法世界的設定，汽車都是比較古典的，但擁有麻瓜汽車做不到的功能，如內裡空間比外觀大，以及能夠輕鬆滑過水溝等。亞瑟·衛斯理就擁有一輛讓他著迷的飛天汽車，那是1960年的福特安格利亞105E，該輛車可以飛行也可變得隱形。儘管它以前沒有具魔法的內部尺寸（無痕伸展咒）和其他功能，但它仍足以接載著衞斯理一家。
在中，這輛車被弗雷、喬治和榮恩借來用作從德思禮家營救哈利。及後由於通往9+3⁄4月台的大門被家庭小精靈多比封鎖後，榮恩和哈利把車子偷去以往返霍格華茲。當他們到達學校後，車子降落並撞上渾拚柳後，車子把哈利、榮恩和他們的行李彈出後，它無視著榮恩要求它回來的請求便一直衝進禁忌森林。後來，由於有七個麻瓜看見該輛汽車飛越倫敦市中心和英國鄉郊地區，以致亞瑟·衛斯理很快便要面臨魔法部的調查，並被迫支付巨額罰款。

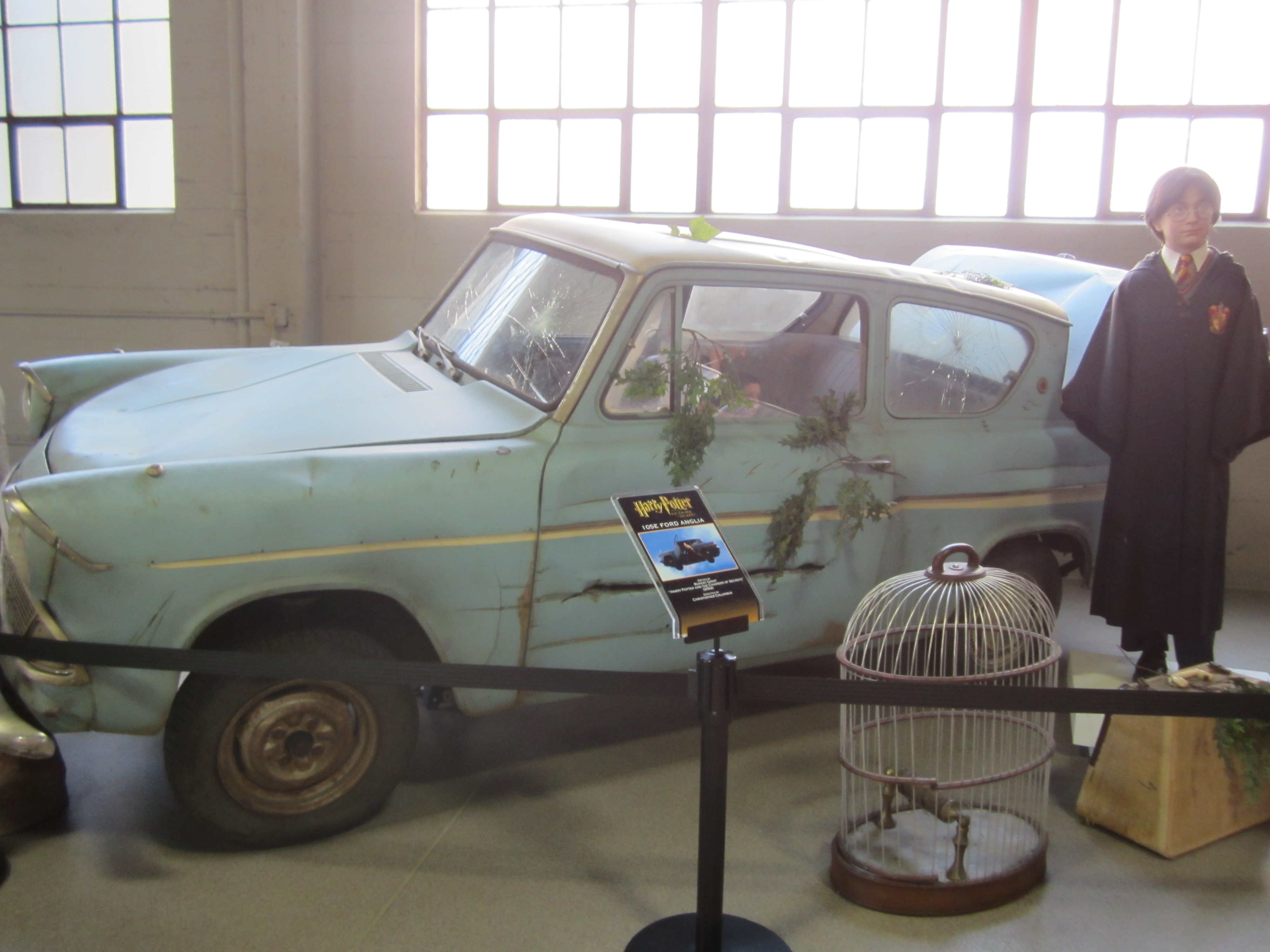
電影中出現的福特安格利亞105E其中一輛汽車。

當哈利與榮恩到禁忌森林拜訪阿辣哥和牠的蜘蛛子孫時，這台汽車再次出現：巨蛛群試圖吞噬哈利和榮恩時，車子攻擊蜘蛛群，並將男孩們帶到安全的地方。二人靠著這部汽車逃脫，儘管車子救了榮恩和哈利，它並沒有回到衛斯理家，而是重新進入森林並獨自留在那裡。這台飛天汽車目前的狀態不明；榮恩評論指，這台魔法汽車變得很「狂野」，像野生動物一樣自主活動。根據榮恩的說法，這輛汽車不需要燃料，可以行駛至摧毀為止。正常情況下，它仍然在禁忌森林中漫遊，等待著衛斯理一家再次需要使用它。
電影中所使用的1962年福特安格利亞汽車被飾演榮恩·衛斯理的魯拔·格連特收購，而它目前在博利厄國家汽車博物館內展出。在拍攝飛天汽車撞向渾拚柳的場景中，共有14輛福特安格利亞汽車被撞毀。處於野生狀態下飛天汽車的複製品可於冒險島樂園的「龍之挑戰」雲霄飛車的排隊隊列中看到。偶爾，當其運動探測器感應得到遊客站在它前方或從它身邊走過時，它會閃爍它的前燈和鳴笛示意。

### 飛天掃帚

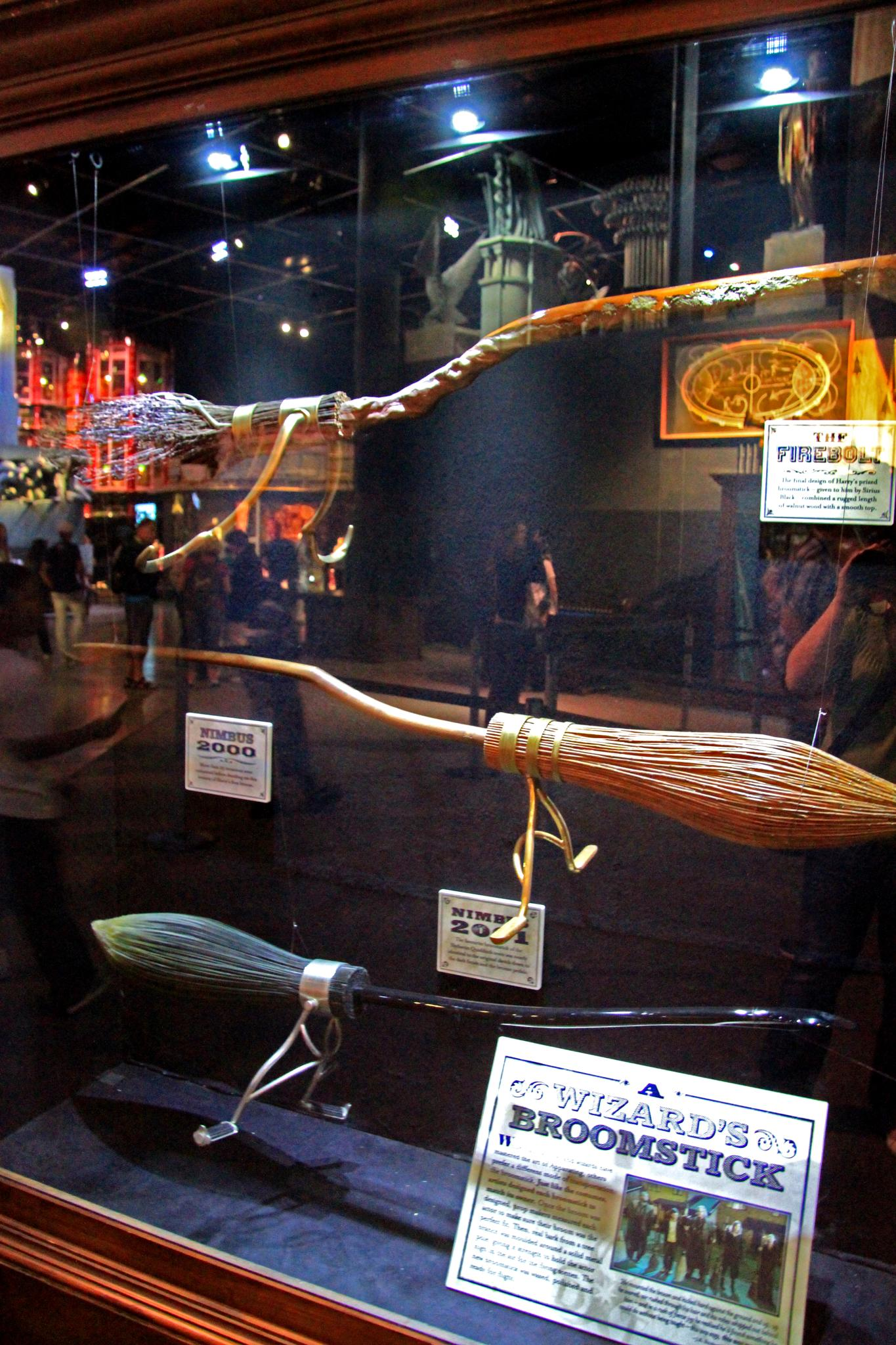
在《華納兄弟倫敦工作室之旅：哈利波特的製作》中所展示的飛行掃帚。

飛天掃帚（Broomsticks），是魔法世界中用於各個年齡段的巫師和女巫的交通工具，也被用於參與魔法世界的運動比賽魁地奇（Quiddich）。這種具有魔法並且可以飛行的掃帚，是巫師和女巫最常使用的交通工具，它具有一套完整的歷史，就像真實生活中的汽車一樣。它們的用途類似於飛毯，儘管後者被英國魔法部禁止。然而，即使使用了減震咒（Cushioning Charm），它們對於長途旅程的應用也會讓使用者感到不舒適，因此許多女巫或巫師更喜歡在這些旅程中使用其他方式的交通工具。
掃帚在魔法世界中被視為一種主要的消費品，當中有許多製造商和型號的掃帚以供選擇，包括狂風（Cleansweep）和彗星（Comets），它們於功能上各不相同。這些產品的範圍從距離地面飛行僅幾英尺的幼兒玩具掃帚，以至昂貴的高性能型號，再到可容納多人並在座位區下方設有行李箱的家庭式掃帚也應有盡有。
作為霍格華茲的一年級學生，原則上是不能擁有掃帚的，不過哈利·波特卻獲得通融，讓他可以參與所屬學院的魁地奇球隊。由於哈利·波特參與魁地奇的關係，其飛天掃帚從光輪2000（Nimbus 2000）及至後來的火閃電（Firebolt），於小說系列中最為突出。其首支飛天掃帚：光輪2000是在鄧不利多的特別同意下，透過選擇了他為葛萊分多搜捕手的麥教授贈送給他的。在魁地奇比賽期間，哈利的掃帚被渾拚柳摧毀後，他的教父天狼星·布萊克送他火閃電作為聖誕禮物。火閃電至今仍然是世界上最快的掃帚，超越了之前的記錄保持者：光輪2001（Nimbus 2001），跩哥·馬份也擁有此型號，其父親魯休思·馬份作為禮物送給整個史萊哲林隊以賄賂讓其兒子作為他們的搜捕手。火閃電的價格如此之高，只能應要求提供。
哈利波特中的掃帚系列：
- 流星號（Shooting Star） ： 非常老舊的型號，被許多人稱之為「古董」，是霍格華茲飛行課用的制式掃帚。
- 銀箭號（Silver Arrow） ： 一款已經停產的老式掃帚，據霍格華茲的飛行教練胡奇夫人所言性能相當不錯，堪稱老式掃帚裡的火閃電。
- 橡木柄'79（Oakshaft 79）： 由掃帚製造師艾利斯·葛林史東於1879年製造的，外型極為優美，配有橡木做的粗實把柄，專門為長途旅行設計，能夠抵禦強風。但由於過於笨重，漸漸不被重視靈巧性的人使用。此飛天掃帚於《穿越歷史的魁地奇》中提到。
- 光輪系列（Nimbus）： 該品牌成立於1967年，哈利·波特使用的第一枝掃帚就是該系列的光輪2000；在哈利二年級以後，史萊哲林的魁地奇球隊是使用的是光輪2001系列。
- 火閃電系列（Firebolt）：只有火閃電，以及於2007年推出的至尊火閃電（Firebolt Supreme），哈利於第三集之後使用火閃電。該系列同時也是第四集魁地奇世界盃的標準比賽專用掃帚[26]。
- 彗星（Comet）系列 ：榮恩·衞斯理在第五集以前使用的掃帚是其中的彗星260號（Comet 260）。馬份家的掃帚是彗星120號（Comet 120）。
- 狂風（Cleansweep）系列：1926年由歐樂頓三兄弟成立品牌。衞斯理的雙胞胎兄弟，以及《阿茲卡班的逃犯》中的雷文克勞代表隊使用狂風7（Cleansweep 7）的系列，榮恩在第五集當上級長後也改用此系列的狂風11（Cleansweep 11）。

《穿越歷史的魁地奇》
- 橡木柄七九：橡是由住在普茲茅斯的掃帚製造師艾利斯·葛林史東，於1879年製作出來的，因此被稱為橡木柄“79”。
- 綴月號：由葛雷迪·布斯比於1901年設計出產。
- 銀箭號：運動用掃帚的進一步革新，順風時速可達每小時70英哩，由單一巫師李歐納·裘克斯生產製造。
- 狂風：狂風是運動用掃帚取代了銀劍號，榮恩·衛斯理在書中一開始用流星號，後來改用狂風十一。
- 火種爆和快帚：火種爆是由黑森林的艾勒比暨史普莫公司，於1940年所出產；快帚是艾勒比暨史普莫公司出產的第二款飛天掃帚。
- 流星號：流星號是環球掃帚公司，於1955年出產的一款低價飛天掃帚（截至目前為止一直都是最便宜的）。但是推出一段時間後，流星號被發現隨著使用年限的增加，會出現失速和飛不高的問題，使得銷量大跌，環球掃帚公司也在1978年被迫退出市場。榮恩一開始曾經使用流星號一段時間，後來被新的狂風十一取代。

### 呼嚕粉
呼嚕粉（Floo Powder）是一種閃閃發光的粉末，巫師及女巫可以利用綠色的呼嚕粉來出遊和通過壁爐來進行交流。它是由伊格納蒂亞·懷爾德史密斯（Ignatia Wildsmith）（1227-1320）發明，並以煙道命名，那是從壁爐通向煙囪並允許熱氣體逸出的通道。
呼嚕粉可用於任何連接到任何呼嚕網（Floo Network）的壁爐，若要從一個運輸點到另一個，使用者必須首先站在壁爐前燃點出發點的火，然後將一把呼嚕粉扔進火焰中使之變成翠綠色，及後走進壁爐並以清晰而有目的之聲音說明預定的目的地名稱便可以了；或者，使用者先向壁爐中投入呼嚕粉（有沒有點燃都可以）再走進去，這好像是一個點對點的城市軌道交通系統，但使用者必須經過噁心的旋轉過程才能到達目的地。
此外，呼嚕粉也可用於通訊，巫師或女巫可以跪在壁爐前，並把身體任何一個部份伸入呼嚕粉的火焰中（例如頭及臉部），這樣呼嚕粉的火焰就會出現在目標壁爐之中，這樣就可以讓巫師或女巫不用全身到達目的地也能自由跟別人進行交談。眾所周知，其他身體部位也可透過呼嚕粉傳輸，天狼星布萊克第二次透過呼嚕網跟哈利交談時幾乎被恩不里居抓住。語音也可以通過呼嚕網傳輸，就如石內卜於《阿茲卡班的逃犯》中看到的那樣，他在審問哈利關於劫盜地圖的事情時透過其辦公室的壁爐召喚路平。
在，衛斯理一家利用呼嚕粉來到斜角巷，然而哈利卻由於在呼嚕粉的煙霧和灰燼中咳嗽，他並沒有清楚地說出地點，結果被送到夜行巷的波金與伯克氏商店；在中，亞瑟·衛斯理利用他在魔法部的職位把德思禮一家的壁爐暫時連接到呼嚕網，但他並不知道那壁爐已被封鎖了；在同一小說中，天狼星·布萊克也通過該網絡跟哈利聯絡；在中，哈利使用葛萊分多的壁爐來跟天狼星通訊，後來由於恩不里居開始監視著進出霍格華茲的所有「呼嚕網」（除了其辦公室的壁爐外），故他被迫使用恩不里居的那個。
呼嚕網由魔法部控制，該部門在其總部還有700多個壁爐，以便官員和工人可以直接上下班，而毋需乘坐掃帚或港口鑰般喧囂──或不得不好像於中所描繪的那樣，承受著通過公共廁所內的馬桶來把自己沖下去的恥辱。
根據《Pottermore》的說法，英國唯一獲得呼嚕粉許可的生產商是一家總部位於斜角巷的公司飛路嘭（Floo-Pow），過去從未有過呼嚕粉短缺的報導，也沒有人知道任何製造它的人。其價格在100年來一直保持不變：一勺為兩枚西可（Sickle）。

### 飛毯
飛毯（Flying carpets）是一種具有魔法飛行能力的地毯，通常它是一個厚厚的毯子，通常是中東地區製造的。對於飛天掃帚，其優勢在於它可以乘坐多人，而且舒適程度顯然比騎掃帚為高。它曾經是英國魔法界公認的旅行方式。儘管在世界上其他地方（以亞洲為主）仍然是合法使用的，但由於它被被定義為麻瓜製品而被禁用魔咒物品登記處（the Registry of Proscribed Charmable Objects）禁止使用，因此在歐洲（至少在英格蘭）中，在地毯上施咒或用作飛行是違反英國巫師法的。由於衛斯理先生濫用麻瓜文物辦公室的職位，他積極參與了這項立法的制定。據透露，該禁令是相對最近的，不僅是因為衛斯理先生的參與，也是因為巴堤·柯羅奇的祖父於飛毯被禁前擁有並操作著一張具12座位的阿克明斯特花毯（Axminster），他曾在《火盃的考驗》提及過此事。

### 霍格華茲特快列車
霍格華茲特快列車（The Hogwarts Express）是《哈利波特》小說及電影中的一輛魔法列車，這輛列車於霍格華茲的每個學期開始和結束時接送學生往返倫敦及霍格華茲，還會接送有意回家度過聖誕假期的學生往返。該列車路線的起點站設於倫敦王十字車站穿越的9號及10號月台之間的魔法牆壁以進入9{\displaystyle {\tfrac {3}{4}}}月台，其終點位於活米村車站。列車上隨時都有女巫推著餐車為學生供應購買餐點及糖果小吃。

### 騎士巴士

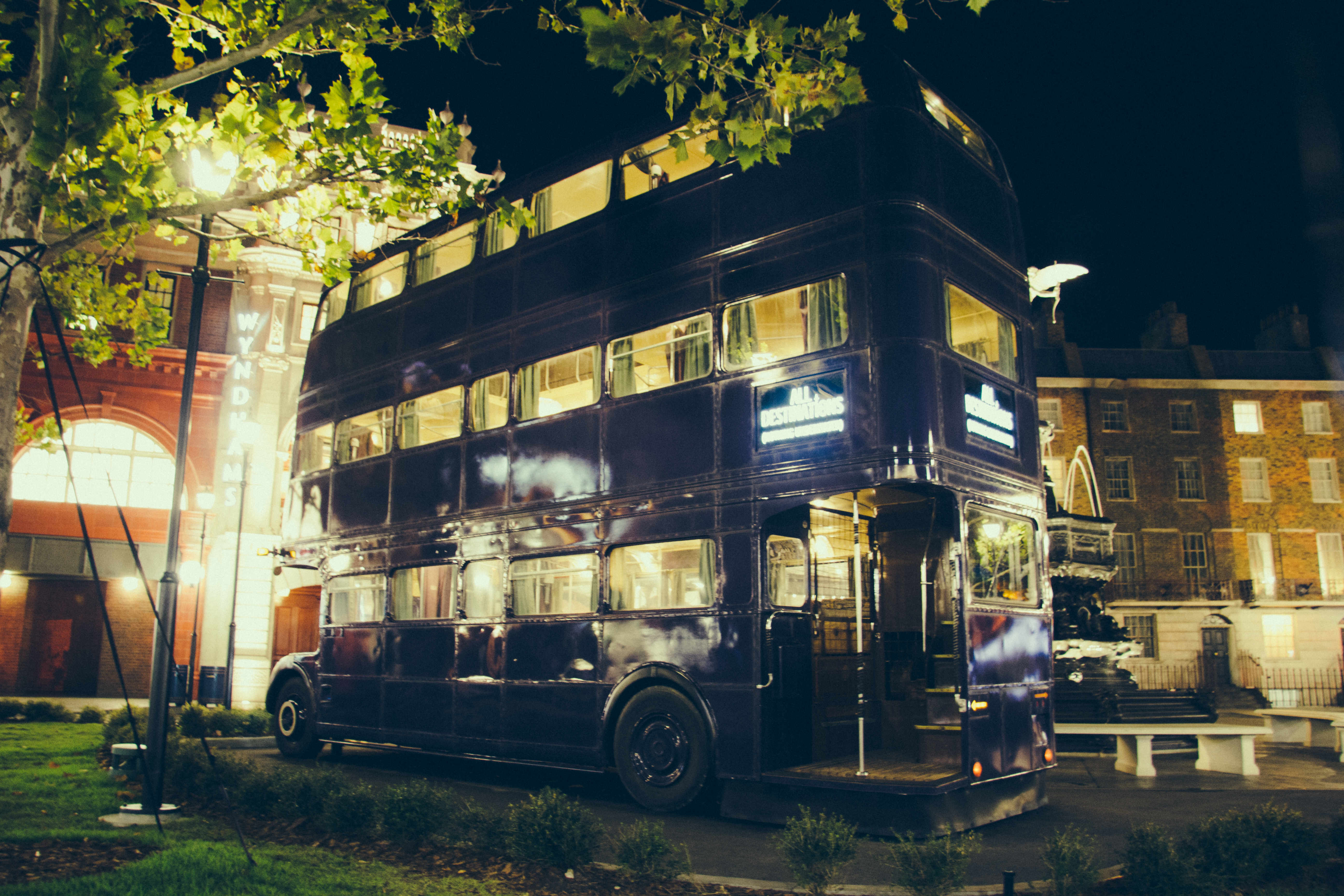
在《阿茲卡班的逃犯》中所看見的騎士巴士，現存放於華納兄弟利維斯登工作室。

騎士巴士（The Knight Bus）是一輛行駛於麻瓜及魔法世界的紫色三層公共汽車，其車前的擋風玻璃上印著一排「騎士巴士」的金色字樣，為女巫與巫師們提供緊急交通工具，然而麻瓜是看不到的，但如果發生意外還是會察覺到。無論想要乘坐巴士的人在何時何地，他們只要舉起魔杖車子便會停下來，車子會把乘客送到陸地上他們想要到的任何地方。騎士巴士比乘坐飛天掃帚更快，但不如近乎瞬時的呼嚕粉和現形術（Apparating）那樣快。對於喜歡騎士巴士或無法通過其他方式出遊的女巫和巫師來說，它是一種便捷的公共交通工具。
該巴士首次出現於中，當時哈利在無意中伸出其揮動魔杖的手臂以阻止自己摔倒時便迎接了它。乘客似乎被來自英國各地的巴士接走了，並將他們帶到各自選擇的目的地，而它似乎沒有固定的路線。它會在麻瓜看不見的街道上疾馳而過，並導致其他物體在短途中躲避它（而不是相反）。它是按距離收費──哈利從小惠因區到破釜酒吧需要支付11枚西可（Sickle）。巴士上備有熱水瓶、牙刷和熱巧克力等便利設施供乘客使用，使用需要支付少量額外費用。對於更長途的距離，騎士巴士伴隨著巨大的轟鳴聲和顛簸，它會立即瞬間躍起100英里（160公里）。巴士的內部會根據一天中的時間而作出變化，日間有座位，晚間有床位。根據榮恩和哈利的說法，那裡非常的不舒適。騎士巴士唯一提到其旅程限制的是它無法於水中航行。在中，那是哈利跟他的朋友們最後一次乘坐騎士巴士。

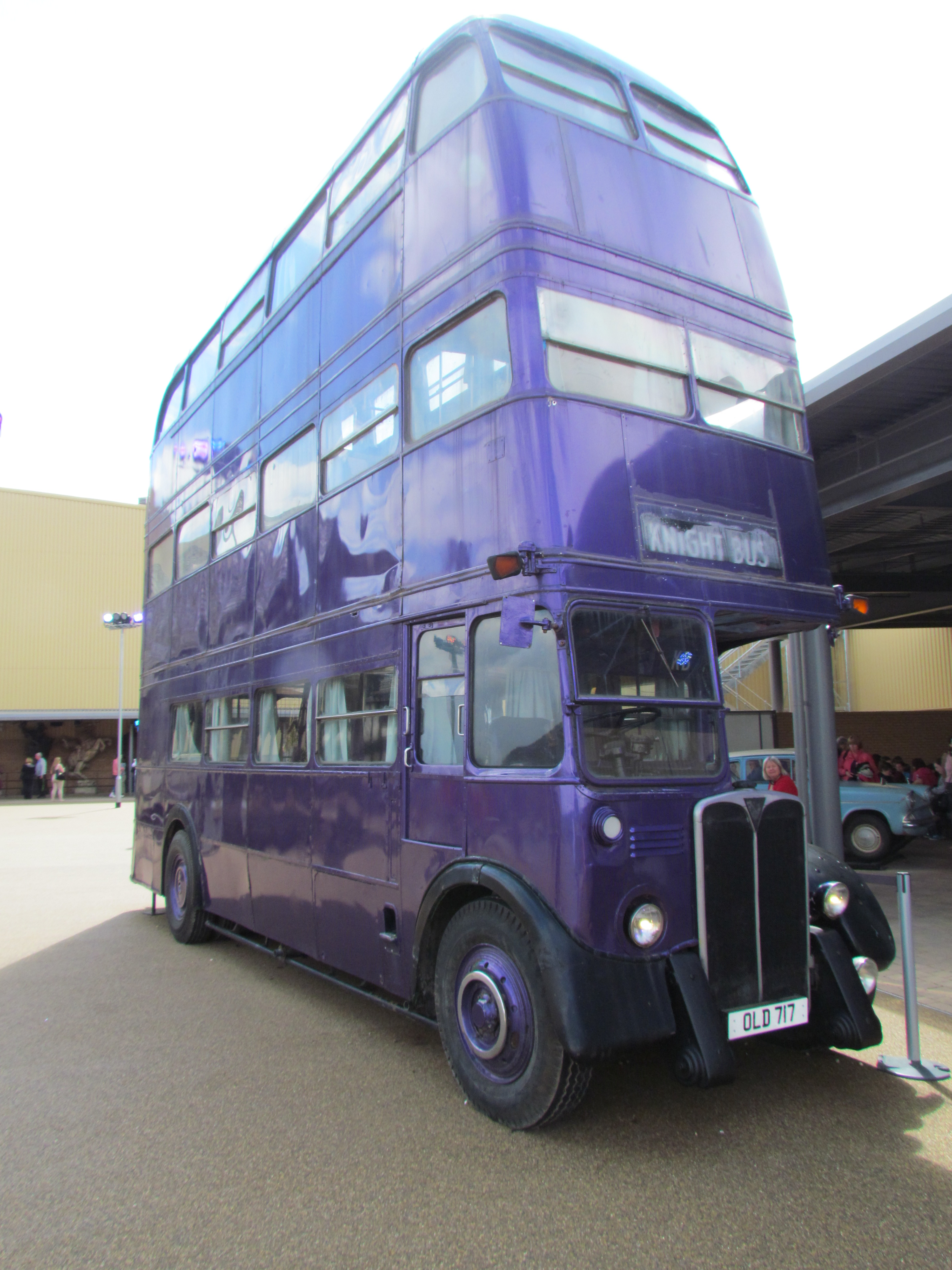
電影中的騎士公車。

騎士巴士的車長是史坦·桑派（Stan Shunpike），而其司機為厄尼·爾蘭（Ernie Prang）。在第三集電影中，厄尼伴隨著一個由連尼·亨利配音的會說話縮頭術腦袋在一起。正如《Pottermore》所透露的那樣，騎士巴士於1865年首次開使服務，作為一種讓未成年或體弱的巫師謹慎地運送到某個地方的方式。這個想法是由時任魔法部部長杜格爾德·麥克菲爾（Dugald McPhail）提出，他在許多其他想法例如帶邊車的飛天掃帚被否決後，他從當時相對較新的巴士服務中汲取靈感，從而設計出來。
在電影改編中所看到的騎士巴士實物是由倫敦AEC Regent III RT巴士通過嫁接頂層甲板到另一輛RT巴士的頂部而建造的，該兩款巴士最初都是為倫敦運輸而建造；「RT」是標準的倫敦柴油動力雙層巴士，從1939年至1950年代中期生產了約4,000輛（並在1979年之前用於日常服務）。其實際上使用的是型號RT3882的巴士（其註冊型號為LLU681），額外的頂層甲板前身為RT2240（其註冊型號為KGU169）。此外，它還使用了RT4497（OLD717）的零件。
騎士巴士的複製品座落於佛羅里達環球影城中哈利·波特的魔法世界的倫敦門面前方，作為一個小型觀眾互動節目的舞台，當中有個跟史坦·桑派長得一模一樣與縮頭術腦袋在一起的裝置。

### 港口鑰
港口鑰（Portkey）在中首次出現，是施咒後能瞬間移動的物體（可指定時間、條件），它能在移動時把觸摸到的巫師一併帶到目的地。港口鑰都是一些不起眼的破舊物品或垃圾，這樣能防止有麻瓜會觸碰或是拿走。。其咒語為港口現（Portus）。咒語極為簡單，因此港口鑰經常被濫用，須得到官方（魔法部）的批准才可設置。（但阿不思·鄧不利多曾兩次未經批准就設置，一次更在魔法部大堂和部長面前）。
在的魁地奇世界盃大賽間期，由於不單國內，也有大量外國巫師女巫進入英國觀賽，所以魔法部在國內和世界各地都設有港口鑰，協助不想使用現影術者進入會場。而在同年，哈利·波特和西追·迪哥里在食死人的暗中安排下經港口鑰去到伏地魔的藏身地助其令重獲身體、東山再起。
在中，為了避開由魔法部派來霍格華茲的多洛莉絲·簡·烏姆裏奇，鄧不利多曾用港口鑰送走哈利和衛斯理一家。其後在魔法部，因佛地魔的現身，鄧不利多為了立刻為哈利回校而再次設置港口鑰。
港口鑰可以比喻成令人轉至頭暈的飛機。

### 魔法摩托車

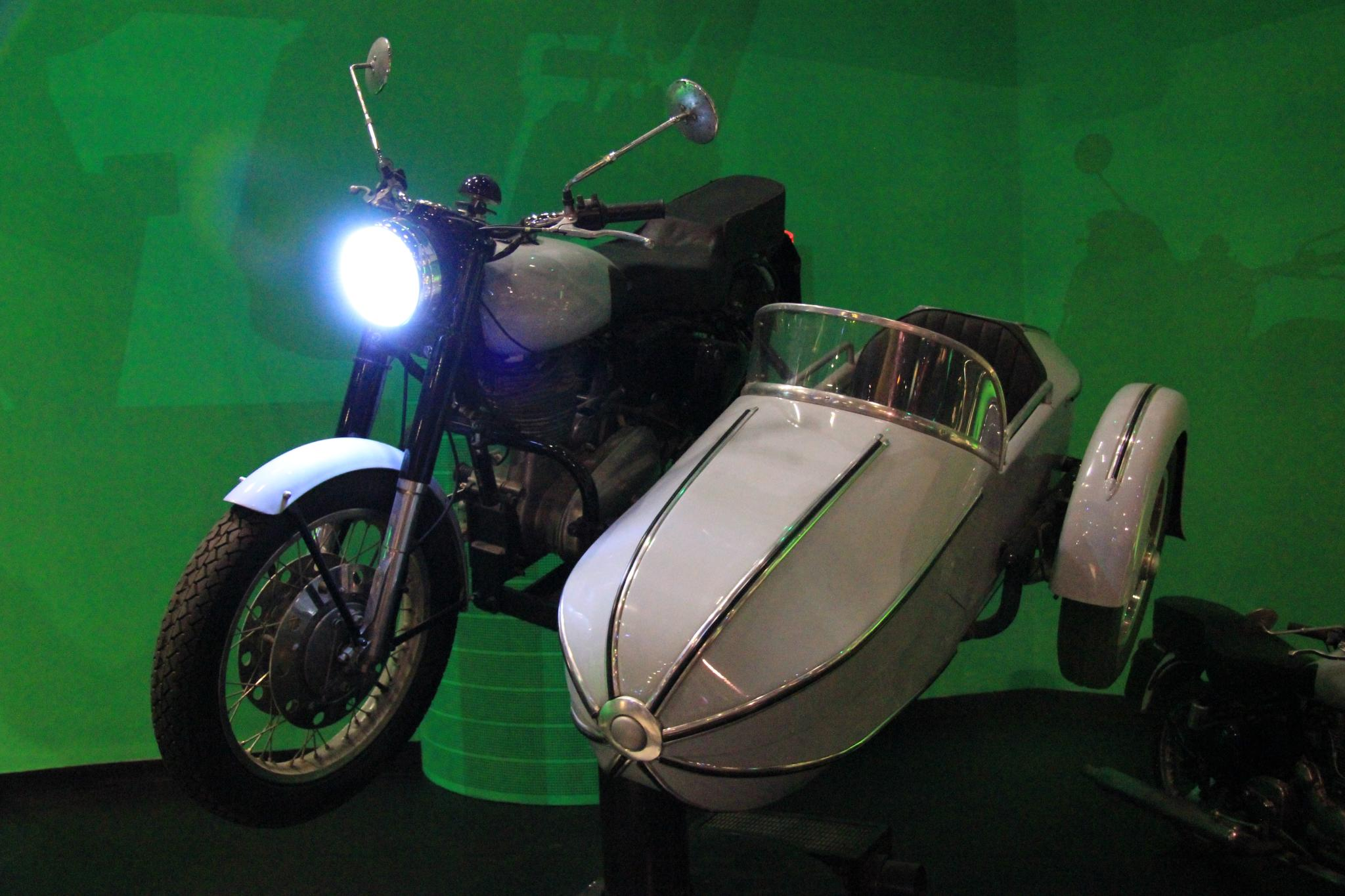
天狼星・布萊克的摩托車。

天狼星·布萊克擁有一輛飛行摩托車，他在哈利父母去世的那天晚上把它借給了海格。在第一部小說中，當海格把嬰兒時期的哈利送到水蠟樹街4號時，該摩托車首次出現，然後海格於最後一部小說利用它把哈利送往安全屋時再次出現。在《死神的聖物》中，衛斯理先生對摩托車進行了各種修改，讓它產生一面從排氣管噴出的磚牆或一張網，並能從排氣管中射出龍的火焰，促使摩托車突然加速。海格和哈利在被佛地魔追趕時使用龍火的功能發揮了很好的作用。然而，衛斯理先生警告了摩托車的安全性不明，只能在緊急情況下使用。他這麼說是對的，因為摩托車的邊車會在突然加速後不受到海格魔法的影響而脫落。
當海格和哈利在車上時，這輛摩托車撞進了泰迪·東施（Ted Tonks）與美黛·東施（Andromeda Tonks）的花園池塘，導致嚴重損壞。衛斯理先生偷偷告訴哈利，他計劃於「有空」的時候把摩托車放回原處，意即衛斯理太太分心或忘記這件事的時候。他把摩托車藏於雞舍裡並設法修復它，在尾聲和結束之間把它交給了哈利。該輛摩托車的擁有者至今仍為哈利，但他不會使用它。

### 消失櫥櫃
消失櫥櫃（Vanishing Cabinet）是以兩個為一組並且可以互通的櫃子，一個設於霍格華茲內的萬應室，另一個在波金與伯克氏商店，若使用得當的話，使用者踏進其中一個櫃子可立即從另一個櫃子中踏出來。消失櫥櫃首次出現於中，當時哈利透過呼嚕網意外地到了波金與伯克氏商店後，他為了避開馬份父子以躲進櫥櫃裡；由於他並沒有完全關上衣櫥，以致其運輸功能沒有被啟動；當幾乎無頭的尼克說服調皮搗蛋的皮皮鬼（Peeves）以把它丟到霍格華茲教職員#阿各·飛七的辦公室（從而把它摔毀）來協助哈利擺脫在泥濘追踪的拘留，這可能就是導致消失櫥櫃壞掉的原因。
消失櫥櫃於中被衛斯理雙胞胎兄弟弗雷與喬治用於強迫作為史萊哲林魁地奇球隊隊長及恩不里居偵查小隊的成員蒙太（Montague）進入其中，以撤銷他從葛萊分多學院扣除的分數。跩哥·馬份後來得知蒙太的經歷，才發現到消失櫥櫃可以互通，而另一邊消失櫥櫃則位於波金與伯克氏商店。在中，就讀六年級馬份設法修復位於霍格華茲那個壞掉了的消失櫥櫃，以便把食死人引進至高度戒備的霍格華茲城堡當中，以協助他把阿不思·鄧不利多暗殺。雖然該設置是該系列小說中唯一提到的一個，然而在該部小說的電影版本中卻揭示了它在佛地魔首次執掌時變得很受歡迎，因為它可以讓人們在緊急情況下快速逃離佛地魔與食死人的迫害。

## 時光器

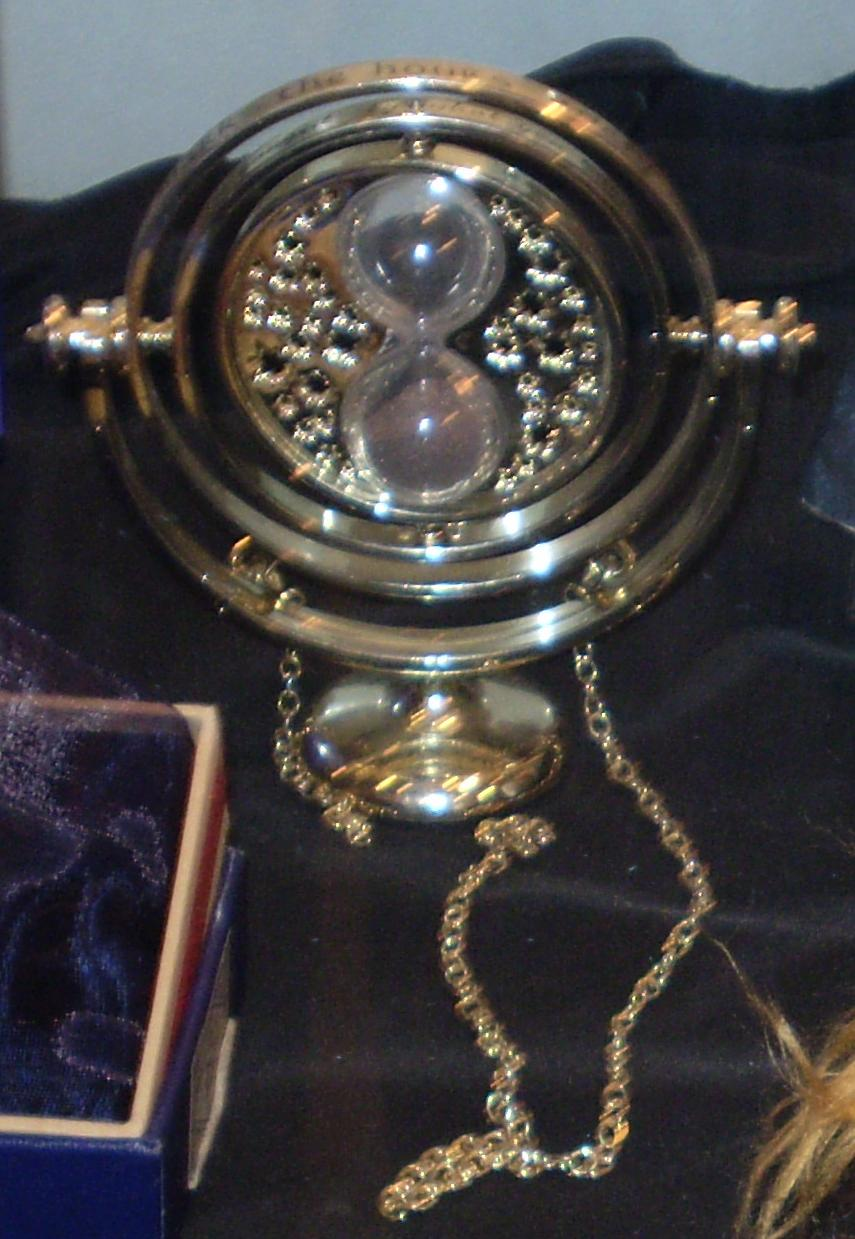
時光器。

時光器（Time-Turner）可用於短暫的時光旅行。中，妙麗·格蘭傑於學期開始時獲得了麥教授借出的時光器，好讓她能同時參與所有她想修讀科目的課堂（因為有些學科會在同一時間上課）。妙麗奉命對所有人保密，包括她的好友哈利和榮恩，儘管二人確實留意到她的日程安排具可疑的不可能，以及有幾次奇怪的失蹤並重新出現。在小說的結尾，為了利用時光器來拯救天狼星·布萊克以及鷹馬巴嘴，妙麗最終也讓哈利和榮恩得知這個秘密。由於課業帶來了沉重的壓力，妙麗在小說的結尾把時光器還給麥教授。然而，在電影版本中，只有麥教授、鄧不利多校長和哈利得知她擁有時光器，因為榮恩親眼目睹哈利及妙麗於醫務室裡一再穿越時空，後來電影快要結束時又看到他們站在一起。
如所述，魔法部保存了大量的時光器；然而，在小說所描述的事件中，妙麗提到與食死人在魔法部大戰時，魔法部內的一個裝有時光器的玻璃櫃子被摧毀，裡面的時光器全數被摔毀了。由於它們具影響時間的特性，該玻璃櫃子後來被看到反覆跌下、粉碎和自我修復。在中，妙麗引用了《預言家日報》的一篇文章，該文章稱「魔法部內時光器的全部庫存」於那次事件中被摧毀了。該系列小說並沒有討論除了魔法部以外，還有誰可能有著時光器的擁有權。時光器落入錯誤的人之手是非常危險的事，因為據說許多巫師意外地把未來的自己殺死，從而步向死亡，所以魔法部非常小心地分發這個道具。
魔法部曾經有個作為不可說的女巫艾蘿·敏塔布（Eloise Mintumble）於1402年因利用時光器而被困5天，身體回到現實時年齡增加了五個世紀，並且受到無可挽回的傷害，最終死於聖蒙果魔法傷病醫院。此事還導致至少25名她在過去曾遇到之人的後代從此現世憑空消失，變成「從未出生」。除此之外，由於過去的時間受到了干擾，以致她重新出現之後的那個周二時間度過了2.5天，而周四卻是短暫的四小時。從此魔法部設立了嚴格的時光旅行限制。
妙麗的時光器類似於項鍊上的金色沙漏墜飾；目前尚未清楚它們是否全部都長這樣。使用者需要扭動沙漏墜飾，扭動的次數跟所需的回程時數相對應。

## 書寫工具
- 防止作弊羽毛筆（Anti-Cheating Quill）── 那是一種帶有防止作弊符咒的羽毛筆，最早出現在。在第五本小說中，它被分配給每名參與普等巫測的學生──大概還有那些參與其他考試的人──為了防止學生於筆試中作弊。
- 自動作答羽毛筆（Auto-Answer Quill）── 那是一種被施了魔法的羽毛筆，當它接觸到羊皮紙上的問題時，它會立即寫下答案。普等巫測禁止使用此羽毛筆，每次考試開始時都會檢查墨水。
- 鮮血羽毛筆（Blood Quill）── 桃樂絲·恩不里居於用來懲罰勞動服務學生所用的酷刑羽毛筆。它被形容為有一個異常鋒利黑色筆尖的羽毛筆。當使用者書寫時，羽毛筆會神奇而且痛苦地劃破使用者的手背，並用他或她的血液作為墨水。在第五部小說中，哈利多次被恩不里居課後留校；他被要求寫下句子──我不可以說謊，並且直到恩不里居相信「該信息已被牢牢記著」之前，他不會被釋放。若該懲罰長時間反復地進行，這會導致永久性疤痕，就正如哈利在最後兩本書中向昆爵（Scrimgeour）所展示的那樣。每當哈利聽到恩不里居的名字時，該疤痕都會刺痛，但不清楚這是心理作用還是就像佛地魔活躍時期哈利額頭上的傷疤一樣；這種懲罰方式的另一名受害者是李·喬丹；在這本小說的電影改編版本中，鄧不利多的軍隊成員也被迫使用這些羽毛筆。擁有鮮血羽毛筆被認為是不合法的事。
- 接納之筆（Quill of Acceptance）── 根據《Pottermore》的說法，那是一種可以檢測到具有魔法能力孩子出生的神奇物體，它在霍格華茲裡一本大型的名冊上記錄孩子的姓名。麥教授查閱此名冊，當那些孩子年滿11歲時，就會派出貓頭鷹寄送霍格華茲錄取通知書。它用於《Pottermore》封閉測試版的註冊用戶，使它非常受歡迎[36]。
- 速記羽毛筆（Quick Quotes Quill）── 它是一種速記工具，顏色為酸綠色。麗塔·史譏利用這支筆將與訪談對象的對話以腥羶或誇大的方式筆錄下來。在中，史譏以這支羽毛筆來採訪哈利，在其《預言家日報》的專欄中報導有關他參與「三巫鬥法大賽」的事情。儘管哈利不斷地提醒她注意羽毛筆所寫的不準確，她卻一直不理會；此外，在，史譏在其《預言家日報》的採訪中提到由她所著的鄧不利多死後傳記，其速記羽毛筆協助她於鄧不利多身故後如此迅速地完成了這本書。
- 拼字校正筆（Spell-Checking Quill）── 它能在使用者書寫期間暫時糾正拼寫錯誤，然而一旦魔法消失了，即使用戶正確拼寫字詞，也會不斷拼錯單字。最顯著的例子是它於中把榮恩的名字拼錯為「Roonil Wazlib」。弗雷和喬治·衛斯理開設的惡作劇商店──衛氏巫師法寶店（英语：哈利波特中的地點#斜角巷）有售。

## 黑魔法物品

### 光榮之手
光榮之手（Hand of Glory）是一隻萎縮的人手，在夜行巷的波金與伯克氏商店（Borgin and Burkes）中有販賣，波金先生說在光榮之手手上插上蠟燭後，只有持有者才會見到燭光，光亮甚至能够穿透秘鲁隐身烟雾弹製造的黑暗，因而此物品是小偷和強盜的最愛。在電影版中，哈利觸摸光榮之手時立即被它牢牢抓住。

### 黑魔標記
黑魔標記（The Dark Mark）是佛地魔的標記，由骷髅及其口中伸出的一條蛇組成。於其勢力全盛時期，每當食死人殺掉一個人時，便會向天空射出一個黑魔標記。並非每個食死人的左前臂都有黑魔標記，只有最高級者才有。皮膚上，黑魔標記遠看仿如艷紅刺青，在天空中的則是由翡翠綠星所組成。只要佛地魔本人觸碰任何一食死人的黑魔標記，所有的食死人都會感到灼熱，便會立即跟佛地魔會合。在《死神的聖物》中，佛地魔對食死人下令，只要逮到哈利波特的話，便可以按手臂上的黑魔標記來召喚他。

## 釜

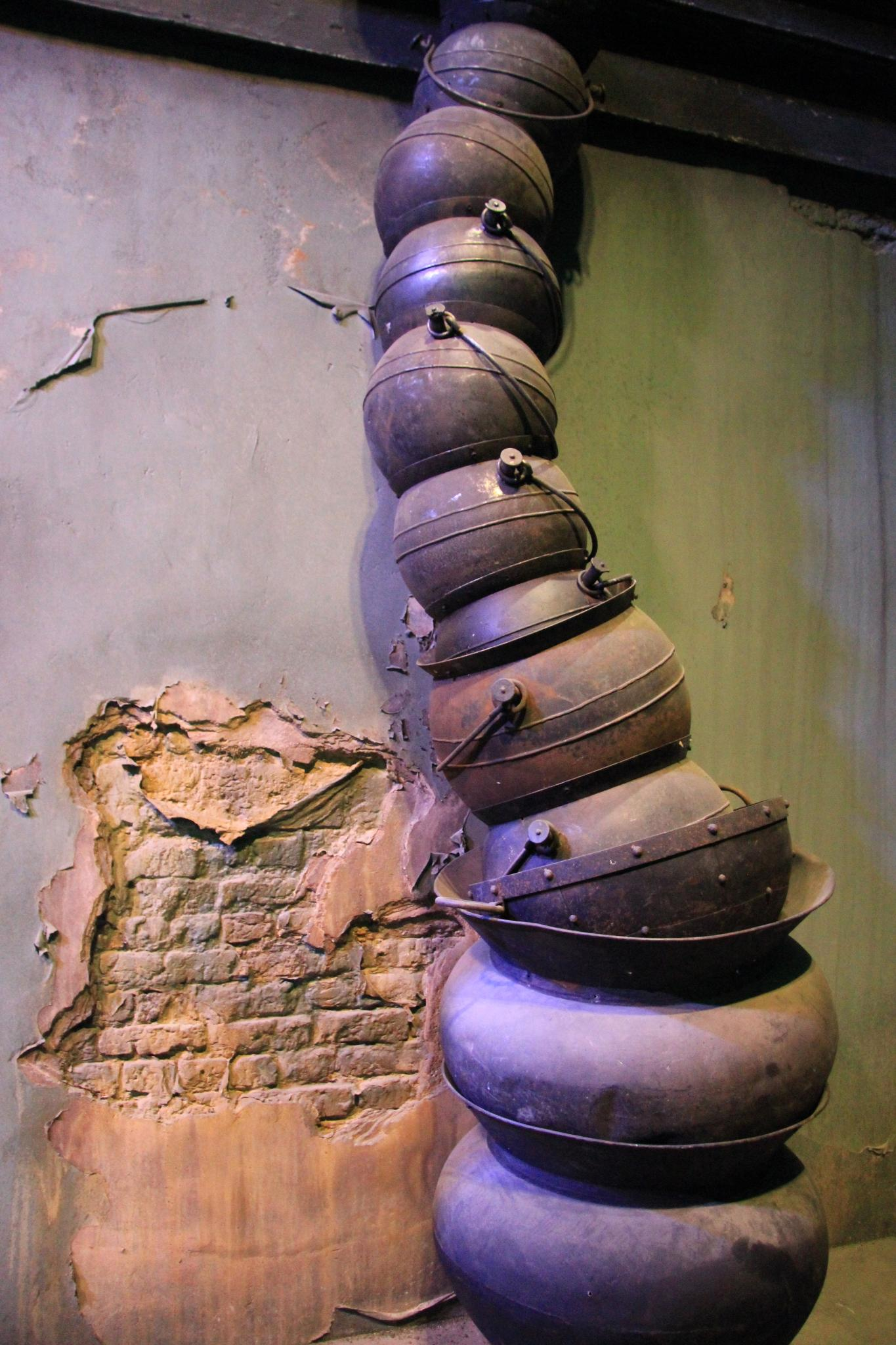
不同尺寸大小的釜。

釜是用於釀製魔藥的魔法容器，它們可以在位於斜角巷的帕特奇大釜店中購買。大釜店內有許多不同的尺寸和材料的釜以供選擇，霍格華茲的學生被要求購買一個簡單的錫製2號大釜，儘管在第一本小說中哈利曾表示對一種純金大釜的渴望。
在中，由於派西·衛斯理認為外國進口產品有安全風險，為他在魔法部的新工作寫了一份關於大釜的報告，以希望能夠推動對釜底厚度的監控。

## 不滅火
不滅火（Gubraithian fire）是一種永恆的魔法火焰，只能由技藝精湛的巫師創造出來。海格和歐琳·美心能夠給出一捆由鄧不利多變出來的不滅火，作為禮物送給巨人領袖古爾格（Gurg），以讓他們能夠站在鄧不利多的一方（食死人正試圖讓他們站在他們那方）。

## 魚鰓草
魚鰓草（Gillyweed）能夠讓食用者可以於水下呼吸，並讓其手和腳上長有蹼，但據說並不怎麼好吃。它的效用為一個小時（第四集中奈威指在鹹水與淡水中的效果維持時間並不一樣）。

## 全效望遠鏡
全效望遠鏡（Omnioculars）是是哈利、榮恩和妙麗在第四本小說的魁地奇世界盃期間所使用的一對魔法黃銅雙筒望遠鏡。該雙筒望遠鏡除了具有雙筒望遠鏡的放大功能外，還有許多其他有用的功能。雖然副作用是鏡頭中的視圖不是現時的，並且可能會導致對比賽狀態的混淆，但它們有能力放慢或重播透過鏡頭看到的東西。它們還具有逐個播放的功能，當中魁地奇球員的名字以亮紫色字母在全效望遠鏡上顯示。全效望遠鏡還能夠列出球員的姓名和號碼，並且可以快速把球員歸零。

## 魔法膠帶
魔術膠帶（Spellotape）是一種神奇的魔法膠帶。名稱取自Sellotape，那是英國的受歡迎透明膠帶品牌的通用商標。
在中，榮恩在試圖阻止父親衛斯理先生的飛行汽車逃走時把魔杖弄斷了，於是他利用魔術膠帶來修理他的魔杖；妙麗於中也用它來綁著課本《怪獸的怪獸書》防止被咬到；家庭小精靈怪角用它修補貝拉·雷斯壯的照片；金妮於中用它修補課本《一千種神奇藥草與蕈類》。

## 照片與肖像
魔法世界裡的照片與肖像，當中的人物或動物都會動。照片中的人像會依照拍照當時的心情與個性做出動作，就像洛哈強行摟住哈利一起拍照，照片會看到當中的洛哈拖著正想逃出框外的哈利之手；大部分的紀念照片內的人都會看似不會手酸一樣的一直在揮手微笑，而肖像內的人物不僅會動還會說話，離開自己的肖像到別的肖像中串門子更是家常便飯。利用這些特性，有些肖像被委託傳令或守衛的工作，例如葛萊分多宿舍的入口有一幅胖女士的畫像擋住，要向她說出正確通關密語才能進入。

### 魔法肖像

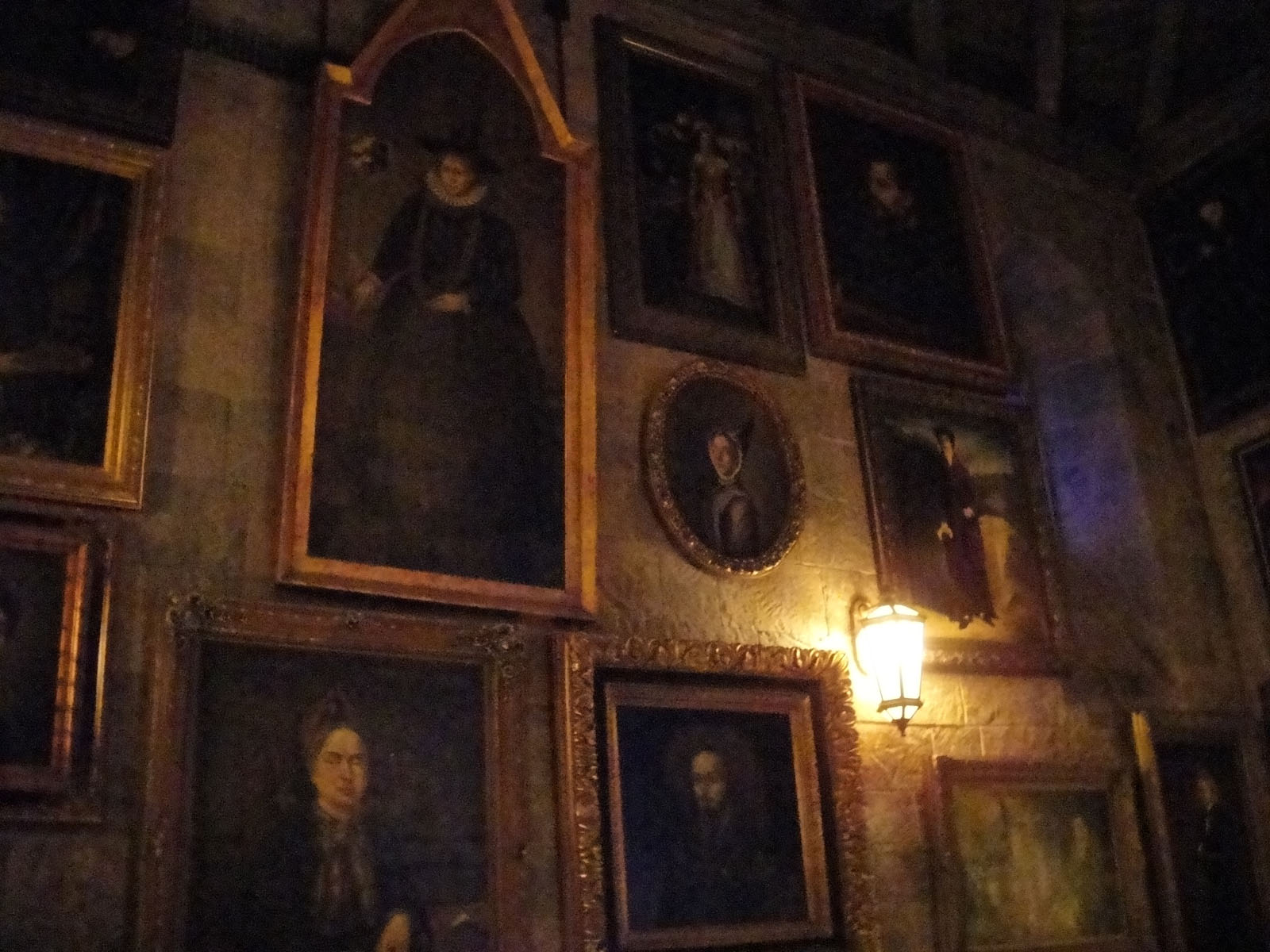
霍格華茲內的肖像。

在整個《哈利波特》系列中，魔法肖像的主體（甚至已經死去的角色）可以行動、跟活著的觀察者進行互動及說話，並表現出明顯的情感與個性。有些甚至可以到與其他肖像互相拜訪，或傳遞訊息，又或透過他們的肖像在不同的地點之間移動（若它們不止存在於一幅主題的畫作中）。這方面的一個例子是菲尼亞斯·奈傑勒斯·布萊克（Phineas Nigellus Black），他是天狼星·布萊克的曾曾祖父，在霍格華茲校長辦公室裡有他的一幅肖像畫作給現任校長提供建議，他的另一幅肖像位於古里某街12號。在霍格華茲的牆上還可以找到許多類似的肖像。
一些肖像用於隱藏房間或通道的入口，例如胖女士的肖像覆蓋了葛來分多公共休息室的入口，學生及教職員需要向她給出正確的密碼來讓她把肖像擺動打開，以及在防止進入的時候關閉。在中，在萬應室裡有一幅亞蕊安娜·鄧不利多的肖像，裡面隱藏著通往豬頭酒吧的秘密通道。霍格華茲的廚房前方還有一幅大水果碗的畫作，若梨子被撓癢的話，那裡便會露出並擺開那一扇隱藏了的門。肖像被藝術家以魔法來移動，但它們與別人互動的程度取決於其主體的力量。羅琳曾評論指肖像只是死者的一個微弱印記，模仿著他們的基本性格和思維模式，他們因此「不會像幽靈那樣擁有徹底意識」。在《哈利波特：被詛咒的孩子》中，阿不思·鄧不利多的肖像把他自己描述為「繪畫與記憶」，而麥教授（其繼任者）評論指，雖然她能跟鄧不利多交談來協助她作出決定，但她會謹慎地記著的是，肖像甚至不能代表他們一半的主體。

#### 校長辦公室裡的肖像
霍格華茲的校長辦公室裡有著所有霍格華茲歷任校長的肖像（除了桃樂絲·恩不里居）。它們會為現任校長提供建議，根據前校長阿曼多·狄劈的說法，他們「有義務為現任校長提供服務」。羅琳解釋指，歷任校長的肖像往往比大多數人的畫像來得更真實，因為所討論的主題通常會傳授知識並教他們於去世之前如何行事。1998/5/2霍格華茲大戰後，石內卜的肖像因哈利·波特的要求而得以置於校長辦公室當中。

#### 胖女士的肖像
葛來分多塔的門上以胖女士的畫像覆蓋著。當給出正確的密碼時，她會把門打開（有時會不情願地）。她經常在被喚醒後感到心煩意亂，有時會看到她跟其最好的朋友紫羅蘭（Violet）喝醉。胖女士並沒有其他已知的名字──即使是一貫彬彬有禮的阿不思·鄧不利多也只稱她為「胖女士」── 而且她可能並非一個真實的人，而是其肖像畫家的發明。在《神秘的魔法石》中，胖女士於半夜把她的肖像留下，把哈利、榮恩、妙麗和奈威鎖定於葛來分多塔之外，迫使他們繞著學校跑。對他們來說幸運的是，當他們回來時，她已回到其肖像之中，讓他們逃進葛來分多塔。天狼星·布萊克於《阿茲卡班的逃犯》裡因沒有密碼的情況下被胖女士拒之門外後，他把胖女士的畫像砍掉了，她需要一段時間後才敢再次守衛葛來分多塔。在她的肖像獲修復後，她請求保護以防有人再次試圖攻擊其肖像，因此，霍格華茲僱用了兩個保安山怪。在《混血王子的背叛》中，她對哈利的夜歸感到惱怒，假裝密碼已更改，並試圖在他跟鄧不利多交談時攔截以喚他回來。當哈利後來確認鄧不利多的死訊時，她抽泣起來，她於悲傷中不需要哈利給出密碼便為他打開大門，這是該系列中唯一的一次。
在《神秘的魔法石》中，胖女士由伊麗莎白·斯普里格斯飾演，而在《阿茲卡班的逃犯》中則是唐·弗蘭奇飾演。

#### 照片
巫師世界中魔法人物照片跟魔法肖像都具有相似的特性：照片當中的人物能夠四處走動，甚至有時會離開照片框架。它們會出現於巫師報章及其他印刷媒體上，還有朱古力蛙的卡片上。柯林·克利維於中提到其宿舍裡的一個男孩說，若他以「正確的魔藥」沖洗以麻瓜相機拍攝的膠卷的話，照片就會移動。然而，跟肖像不同的是，巫師照片中的人物不能說話，也不能表現出一點感覺。看起來他們確實對現世時事有一些了解，比如在《鳳凰會的密令》中，在亞瑟·衛斯理辦公桌上的全家福照片顯示，除了珀西以外，所有人都「似乎已經走出了照片以外」。

## 魔杖

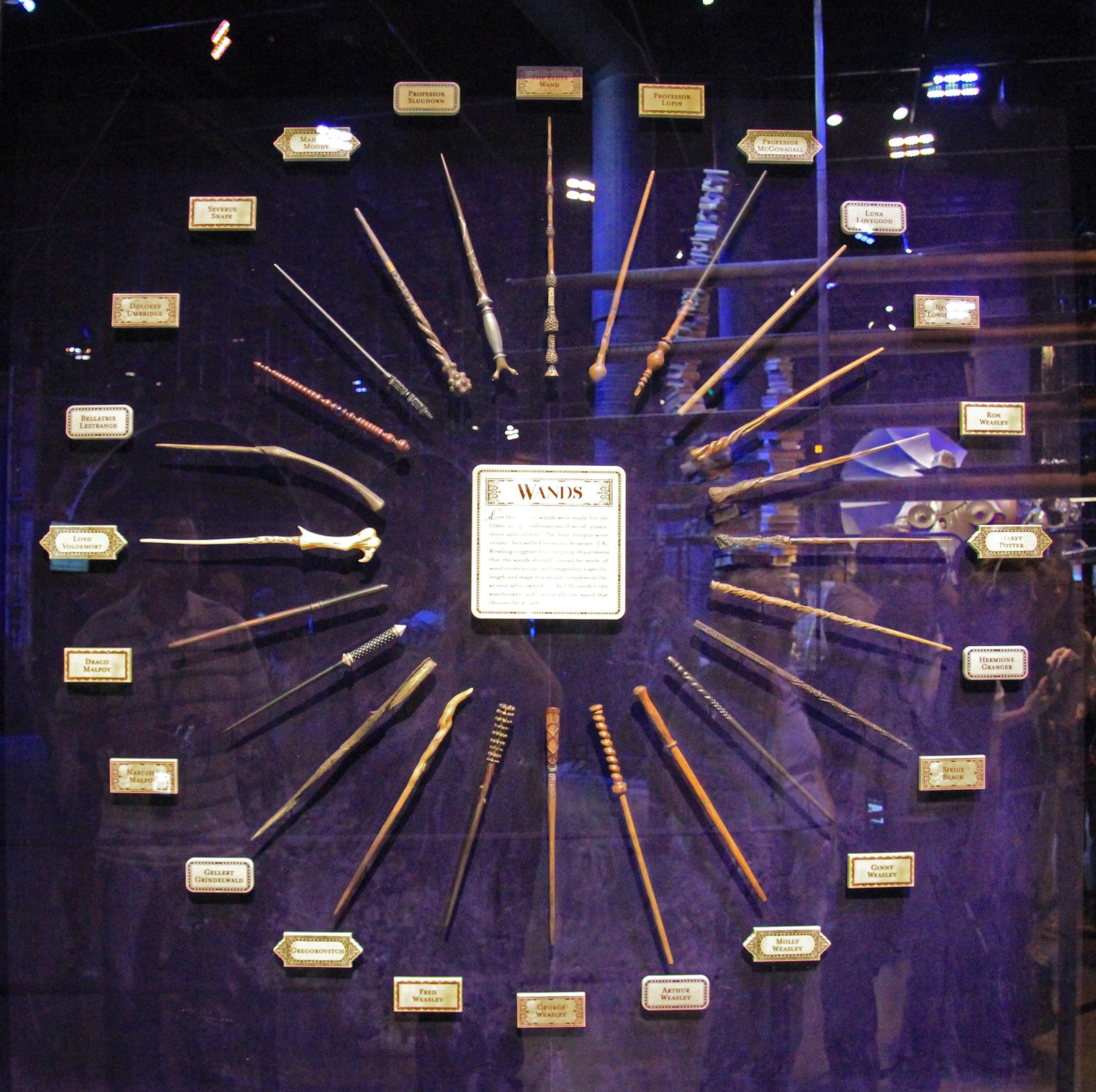
不同種類的魔杖。

魔杖是一種木棒狀物體，在魔法世界中可被用作工具和武器。它是作為巫師及女巫運用法術（符咒、變形術等）時所使用的媒介，用於引導魔法力量並從而增加其力量，否則只能使用有限的魔法（魔法力量大打折扣）。使用時需同時說出咒語（也能在不說出咒語下施咒，這會讓巫師有一瞬間的先機），因此它們幾乎是所有魔法的一個重要方式，並且非常重視魔杖的掌握。魔杖通常放在巫師及女巫的長袍內或隨身攜帶；然而，它們可以放置於其他對象中。例如，魯霸·海格把其折斷為兩半的魔杖藏在雨傘中；在電影改編版本中，魯休斯·馬份把其魔杖藏於其手杖裡。在魔法世界中，當一個巫師被霍格華茲開除時，他們的魔杖會折斷為兩半。這種對魔杖的損害幾乎是無法修復的，但也有個別例外：哈利能夠在強大的接骨木魔杖協助下成功修復他被妙麗不小心下折斷了的魔杖。
魔杖是由一位精通魔杖學的魔杖製造者製作的，它通常來自優質木材或是由能夠維持魔法的優質「魔杖木」手工製成，例如冬青木、紫杉木、烏木、葡萄藤木（vinewood）、桃花心木、櫻桃木和橡木等，其杖芯從上到下插進魔杖中間，這使它具有產生魔法神奇效果的能力。常見的杖芯包括龍的心弦、獨角獸的尾毛和鳳凰尾羽，有些也會利用迷拉的毛髮，但由於它是不穩定的物質，故不太常用。由於沒有任何一頭鳳凰、龍及獨角獸是相同的，故此每一根魔杖都是獨一無二。在中，接骨木魔杖被形容為唯一一根杖芯由騎士墜鬼馬的尾羽製成的魔杖。小說中唯一出現的魔杖店是位於斜角巷的奧利凡德魔杖店，它也是一家魔杖製造商。
加里克·奧利凡德 (Garrick Ollivander) 是一位魔杖製造者，他對魔杖有著遺覺記憶，並且能夠識別魔杖的顯著特性。在中，奧利凡德評估了兩根外地魔杖：維克多·喀浪的是由格雷戈羅維奇（Gregorovitch）所製，其杖芯使用了龍的心弦所製，異常厚實；而花兒·戴樂古的則由一位不知名的魔杖製造者所創造，由玫瑰木帶有迷拉的杖芯製成。奧利凡德認為迷拉的毛髮會產生「喜怒無常」的魔杖，因此一般不會使用它。
霍格華茲創始人之一的薩拉札·史萊哲林，其魔杖裡包含著一塊蛇妖角（basilisk horn）的碎片，這讓史萊哲林和其他擁有它的爬說嘴（Parselmouths）能夠在遠距離透過爬說嘴施法。在美國，魔杖的杖芯由河蛇的角、貓豹毛髮、鳥形龍的心弦和長耳鹿角大野兔的鹿茸製成，這種做法起源於17世紀，由第一位美國魔杖製造者伊索·瑟爾（Isolt Sayre）所造，她是一位愛爾蘭移民，並於馬薩諸塞州創立了「伊法魔尼巫術與魔法學校」，以及作為史萊哲林魔杖的最後一位主人。她把其魔杖埋在了校園外，一棵未知品種的蛇木樹於一年之內從墓地里長了出來。它抵制了所有修剪或殺死它的企圖，但人們在幾年後發現該樹木的葉子含有強大的藥用價值。

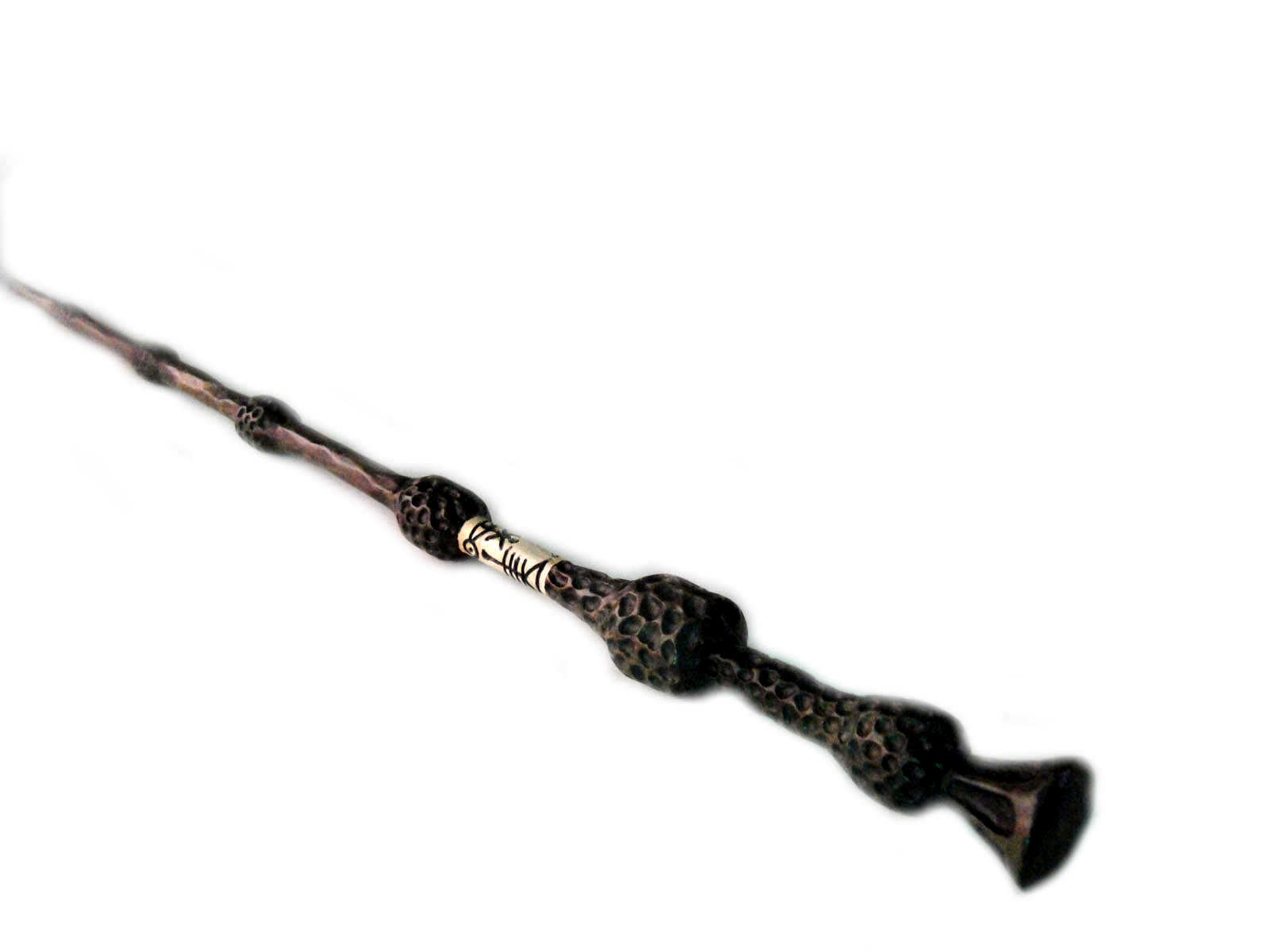
接骨木魔杖。

魔杖通常被認為是非常個人的物品。屬於其他巫師的魔杖可以被借用，但會導致效用相對較弱的效果。哈利於裡不得不嘗試了很多根魔杖，才找到「選中他」的魔杖。在中，據透露二人各自的魔杖都包含著來自佛客使的一根尾羽，那是屬於鄧不利多的鳳凰。同一來源杖芯的魔杖當被迫互相決鬥時會產生奇怪的效果──符咒倒轉（Priori Incantatem），就像哈利與佛地魔的魔杖一樣。在「符咒倒轉」出現後，魔杖才開始認識到其對立面的主人，就如所述。雖然根據奧利凡德的說法，若巫師足夠強大的話，任何物體都可以作為引導魔法的媒介，魔杖只是因其效率而成為最常用的東西（因應擁有者與魔杖本身的聯繫）。這可以解釋一些巫師如何能夠在沒有魔杖的情況下使用法術。此外，魔杖可以從巫師或女巫手中勝出而成功讓對方繳械，從而讓它們對勝出者臣服以改變其忠誠度。這就正如奧利凡德所解釋的那樣，當哈利從馬份莊園拿走了跩哥的魔杖就是這種情況，因此該魔杖的忠誠轉投向哈利；並且，由此推展到接骨木魔杖的忠誠也是如此經過多次易手。

## 魔杖文字
巫師可以用魔杖在空中寫字。例如，在結尾，湯姆·瑞斗利用魔杖字符來顯示我是佛地魔王（I am Lord Voldemort），其實是湯姆·魔佛羅·瑞斗（Tom Marvolo Riddle）的變位字；的電影刪除片段中，阿不思·鄧不利多在空中寫出霍格華茲校歌的歌詞。

## 帳篷
在哈利波特中的帳篷，是利用魔法（無形伸展咒）將內部放大至一間小公寓，不論是帳篷有多麼小。第四集和第七集中，哈利所用的帳篷是魔法部官員薄京不用的，不過已經棄置。

## 斗篷
斗篷是巫師居家必備、旅遊外出的最佳良伴。與飛毯不同的是，斗篷一次僅能讓一人使用，大一點的也最多僅三人以內使用，飛毯則不論人數多寡、體重輕重皆能使用。
- 旅行斗篷：經常外出洽公的巫師使用，鄧不利多、石內卜、麥教授各有一件，另外鳳凰會中的衛斯理家族擁有至少四件，分屬為亞瑟、比爾、茉莉（不常使用）和派西（魔法部給予）。
- 黑斗篷：食死人使用，功能不明。
- 隱形斗篷[[[Wikipedia:格式手册/链接#章節|錨點失效]]]：在哈利波特的世界中，隱形斗篷用於使穿著者隱形。只要披上這件斗篷，別人便看不到你。所有這些服裝都非常稀有且昂貴，因為很可能是由在遠東發現的魔法草食動物──幻影猿的毛皮紡製而成，而一般斗篷也可以是帶有幻身咒（Disillusionment Charm）或是以障眼法（Bedazzling Hex）製成。

## 水晶球
哈利·波特三年級時，西碧·崔老妮教授在占卜學課程上用水晶球來教學，不過哈利與榮恩等學生只從中見到一團團白色的漩渦。崔老妮教授也在霍格華茲大戰中利用水晶球對抗食死人，狼人首領焚銳·灰背就是被她用水晶球打倒。

### 書目
- J. K. Rowling. . Scholastic Paperbacks. 1999年9月. ISBN 978-0590353427.
- J. K. Rowling. . Scholastic Paperbacks. 2000年8月. ISBN 978-0439064873.
- J. K. Rowling. . Scholastic Paperbacks. 2002年7月. ISBN 978-0439139601.
- J. K. Rowling. . Scholastic Paperbacks. 2004年8月. ISBN 978-0439358071.
- J. K. Rowling. . Scholastic Paperbacks. 2006年7月. ISBN 978-0439785969.
- J. K. Rowling. . Scholastic Paperbacks. 2009年7月. ISBN 978-0545139700.